# Памятники истории и культуры местного значения Акмолинской области
Памятники истории и культуры местного значения Акмолинской области — отдельные постройки, здания и сооружения с исторически сложившимися территориями указанных построек, зданий и сооружений, мемориальные дома, кварталы, некрополи, мавзолеи и отдельные захоронения, произведения монументального искусства, каменные изваяния, наскальные изображения, памятники археологии, включенные в Государственный список памятников истории и культуры местного значения Акмолинской области и являющиеся потенциальными объектами реставрации, представляющие историческую, научную, архитектурную, художественную и мемориальную ценность и имеющие особое значение для истории и культуры всей страны.

## Аккольский район
| Номер в списке | Название                                                         | Вид памятника                        | Место нахождения                                                         |
| -------------- | ---------------------------------------------------------------- | ------------------------------------ | ------------------------------------------------------------------------ |
| 1.             | Курган Амангельды I ран. жел. век                                | археология                           | 300 м к северо-востоку от с. Амангельды С. 51°59,160' В. 70°33,131'      |
| 2.             | Курган Ерофеевка I эпоха бронзы                                  | археология                           | 400 м к востоку от с. Ерофеевка С. 51°50,894, В. 70° 20,984'             |
| 3.             | Курган Ивановское I средневековье                                | археология                           | 2,8 км к северо-востоку от с. Азат С. 52°07,607' , В. 71°33,823'         |
| 4.             | Курган Ивановское II ран. жел. век                               | археология                           | 9,8 км к северо-востоку от с. Азат С. 52°10,526' , В. 71°37,203'         |
| 5.             | Курган Ивановское III ран. жел. век                              | археология                           | 3,2 км к северо-востоку от с. Азат С. 52°05,506' , В. 71°34,607'         |
| 6.             | Курган Кыздынтобесы II средневековье                             | археология                           | 11,2 км к юго-востоку от с. Азат С. 52° 03,620', В. 71° 41,406'          |
| 7.             | Курган Кыздынтобесы III средневековье                            | археология                           | 10,7 км к юго-востоку от с. Азат С. 52° 03,686', В. 71°41,428'           |
| 8.             | Курган Кыздынтобесы VI средневековье                             | археология                           | 14 км к юго-востоку от с. Азат С. 52° 03,145', В. 71°43,414'             |
| 9.             | Курган Кыздынтобесы VII средневековье                            | археология                           | 14,1 км к юго-востоку от с. Азат С. 52° 02,712', В. 71°43,740'           |
| 10.            | Курган Кызкарасу I ран. жел. век                                 | археология                           | 11,3 км к юго-востоку от с. Азат С. 52° 03,366', В. 71°41,533'           |
| 11.            | Курган Кызкарасу II ран. жел. век                                | археология                           | 11,6 км к юго-востоку от с. Азат С. 52° 03,346', В. 71°41,433'           |
| 12.            | Курган Кызкарасу III ран. жел. век                               | археология                           | 11,7 км к юго-востоку от с. Азат С. 52° 03,348', В. 71°41,445            |
| 13.            | Курган с «усами» Кыздынтобесы IV ран. жел. век                   | археология                           | 14, 7 км к юго-востоку от с. Азат С. 52° 02,478', В. 71°44,113'          |
| 14.            | Курган Тасмола V ран. жел. век                                   | археология                           | 12 км к юго-западу от с. Кына С. 51° 59,449', В. 71°55,252'              |
| 15.            | Курган Тасмола VI ран. жел. век                                  | археология                           | 12 км к юго-западу от с. Кына С. 51°59,209', В. 71°54,698'               |
| 16.            | Курган Приозерное I средневековье                                | археология                           | 9,7 км к северо-востоку от с. Жалгызкарагай С. 52°17,736', В. 71°14,425' |
| 17.            | Курган Приозерное II ран. жел. век                               | археология                           | 3,6 км к востоку от с. Жалгызкарагай С. 52° 16,127', В. 71° 12,427'      |
| 18.            | Курган Талкара III ран. жел. век                                 | археология                           | 1,1 км к северу от с. Радовка С. 52° 03,204' , В. 70° 38,582'            |
| 19.            | Курган Тасмола VIII ран. жел. век                                | археология                           | 10,1 км к северо-востоку от с. Карасай С. 51° 52,353', В. 72° 03,165'    |
| 20.            | Курган Урюпинка I ран. жел. век                                  | археология                           | 2,3 км к северо-востоку от с. Урюпинка С. 51°56,836', В. 70°27,342'      |
| 21.            | Могильник Амангельды II ран. жел. век                            | археология                           | 2,5 км к юго-западу от с. Амангельды С. 51°57,507', В. 70°29,056'        |
| 22.            | Могильник Талкара VII ран. жел. век                              | археология                           | 1,7 км к северо-востоку от с. Ерофеевка С. 51°51,855', В. 70°21,527'     |
| 23.            | Могильник Кыздынтобесы I средневековье                           | археология                           | 13,6 км к юго-востоку от с. Азат С. 52° 03,135', В. 71°43,288'           |
| 24.            | Могильник Кыздынтобесы V ран. жел. век                           | археология                           | 14,1 км к юго-востоку от с. Азат С. 52° 03,169', В. 71° 49,563'          |
| 25.            | Могильник Тасмола III ран. жел. век                              | археология                           | 12 км к юго-западу от с. Кына С. 51°58,673', В. 71°55,353'               |
| 26.            | Могильник Талкара V ран. жел. век                                | археология                           | На западной окраине с. Талкара С. 52° 00,673', В. 70° 35,539'            |
| 27.            | Могильник Итемген ран. жел. век, средневековье (разновременной)  | археология                           | 5,3 км к юго-западу от с. Тастыадыр С. 52°21,392', В. 71°10,577'         |
| 28.            | Могильник Итемген IV ран. жел. век                               | археология                           | 3 км к юго-западу от с. Тастыадыр С. 52° 22,151', В. 71° 13,485'         |
| 29.            | Могильник Радовка II ран. жел. век                               | археология                           | 2 км к северу от с. Радовка С. 51°03,258', В. 70°38,763'                 |
| 30.            | Могильник Талкара II ран. жел. век                               | археология                           | 2, 8 км к северу от с. Радовка С. 52° 04,812', В. 70° 38,321'            |
| 31.            | Могильник Талкара IV ран. жел. век                               | археология                           | 1,3 км к юго-юго-западу от с. Радовка. С. 52° 02,623' , В. 70° 39,063    |
| 32.            | Могильник Урюпинка II ран. жел. век                              | археология                           | 2,1 км к северо-востоку от с. Урюпинка С. 51°56,807', В. 70°27,142'      |
| 33.            | Могильник Талкара IX ран. жел. век                               | археология                           | 3 км к юго-западу от с. Урюпинка С. 51°54,437', В. 70°22,042'            |
| 34.            | Обелиск в честь 25-летия победы над фашистской Германией         | сооружение монументального искусства | с. Урюпинка, ул. Советская, центр                                        |
| 35.            | Поселение Амангельды III эпоха бронзы                            | археология                           | 1,7 км к юго-западу от с. Амангельды С. 51°58,036', В. 70°31,069'        |
| 36.            | Поселение Талкара VI эпоха бронзы                                | археология                           | 1 км к югу от с. Амангельды С. 51°58,409', В. 70°32,334'                 |
| 37.            | Поселение Ерофеевка эпоха неолита, бронзы эпоха (разновременной) | археология                           | 300 м к востоку от с. Ерофеевка С. 51°50,792', В. 70°20,722'             |
| 38.            | Поселение Тасмола VII эпоха бронзы                               | археология                           | 11 км к юго-западу от с. Кына С. 51° 51,221', В. 72° 03,373'             |
| 39.            | Стоянка Талкара VIII эпоха неолита                               | археология                           | 1,3 км к северу от с. Ерофеевка С. 51°52,798', В. 71°21,861'             |
| 40.            | Стоянка Тасмола IV эпоха неолита                                 | археология                           | 14 км к юго-западу от с. Кына С. 51°58,509' , В. 71°54,938'              |
| 41.            | Стоянка Тасмола I эпоха неолита                                  | археология                           | 10,5 км к северо-востоку от с. Карасай С. 51° 51,106', В. 72° 03,202'    |
| 42.            | Стоянка Тасмола II эпоха неолита                                 | археология                           | 10,5 км к северо-востоку от с. Карасай С. 51° 51,181', В. 72°03,328'     |

## Аршалынский район
| Номер в списке | Название                                                               | Вид памятника                        | Место нахождения                                                      |
| -------------- | ---------------------------------------------------------------------- | ------------------------------------ | --------------------------------------------------------------------- |
| 43             | Курган Есиль ран. жел. век                                             | археология                           | 7,5 км к юго-востоку от п. Аршалы С. 51°3′52″, В. 71°47′32″           |
| 44             | Курган Александровский средневековье                                   | археология                           | 500 м к северо-востоку от с. Жибек жолы С. 51°3′57″, В. 71°47′42″     |
| 45             | Курган Ольгинка средневековье                                          | археология                           | 8 км к югу от с. Ольгинка С. 50°56′13″, В. 71°47′42″                  |
| 46             | Могильник Красное озеро II средневековье                               | археология                           | 5 км к северо-востоку от с. Жибек жолы С. 51°03′56,7″, В. 72°49′58,4″ |
| 47             | Могильник Ольгинка II средневековье                                    | археология                           | 10 км к югу от с. Ольгинка С. 50°55′14″, В. 72°34′12″                 |
| 48             | Могильник Ольгинка V ран. жел. век                                     | археология                           | 9 км к юго-востоку от с. Ольгинка С. 50°55′43″, В. 72°38′14″          |
| 49             | Могильник Вишневка эпоха бронзы, ран. жел. век (разновременной)        | археология                           | 3 км к юго-востоку от п. Аршалы C. 50°47′54″, В. 72°13′17″            |
| 50             | Могильник Ижевский I эпоха бронзы                                      | археология                           | 3 км к северо-востоку от с. Ижевск С. 50°49′17″, В. 72°11′55″         |
| 51             | Поселение Вишневка эпоха бронзы                                        | археология                           | 500 м к востоку от п. Аршалы С. 50°53′57″, В. 72°11′30″               |
| 52             | Памятник воинам, погибшим в Великой Отечественной войне 1941—1945 годы | сооружение монументального искусства | с. Михайловка, ул. Абая, центр села                                   |
| 53             | Стоянка Ижевская эпоха палеолита                                       | археология                           | 3 км к северо-востоку от с. Ижевск С. 50°53′57″, В. 72°11′30″         |

## Астраханский район
| Номер в списке | Название                                                              | Вид памятника | Место нахождения                                                       |
| -------------- | --------------------------------------------------------------------- | ------------- | ---------------------------------------------------------------------- |
| 1.             | Курган Берлик III ран. жел. век                                       | археология    | 1,5 км к западу от с. Берлик С. 51º 38′795″, В. 69º27′542″             |
| 2.             | Курган Ковыленка I ран. жел. век                                      | археология    | 5 км к северо-западу от с. Ковыленка С. 51º49′945″, В. 69º14′633″      |
| 3.             | Курган Косколь II средневековье                                       | археология    | 5 км к северо-востоку от с. Косколь С. 51º50′582″, В. 69º21′380″       |
| 4.             | Курган Косколь III ран. жел. век                                      | археология    | 11 км к северу от с. Косколь С. 51º53′740″, В. 69º20′365″              |
| 5.             | Курган Орнек I ран. жел. век                                          | археология    | 3 км к северо-востоку от с. Орнек С. 51º19′096″, В. 70º13′584″         |
| 6.             | Курган Новый Колутон I ран. жел. век                                  | археология    | 4,6 км к востоку от с. Новый Колутон С. 51°54′07,6″, В. 69°39′23,0″    |
| 7.             | Могильник Джамбул I ран. жел. век, средневековье (разновременной)     | археология    | 3,5 км к северо-западу от с. Астраханка С. 51º 19′328″, В. 70º2′862″   |
| 8.             | Могильник Алгабас I средневековье                                     | археология    | 2,5 км к востоку от с. Алгабас С. 51º33′795″, В. 69º26′893″            |
| 9.             | Могильник Алгабас II ран. жел. век, средневековье (разновременной)    | археология    | 5,5 км к юго-востоку от с. Алгабас С. 51º33′226″, В. 69º30′622″        |
| 10.            | Могильник Берлик II средневековье                                     | археология    | 1 км к западу от с. Берлик С. 51º 37′311″, В. 69º27′928″               |
| 11.            | Могильник Старый Колутон I                                            | археология    | 3 км к северо-западу от с. Старый Колутон С. 51º47′604″, В. 69º25′400″ |
| 12.            | Могильник Зеленое I ран. жел. век, средневековье (разновременной)     | археология    | 5 км к западу от с. Зеленое С. 51º 38′231″, В. 69º43′754″              |
| 13.            | Могильник Зеленое II ран. жел. век, средневековье (разновременной)    | археология    | 4 км к западу от с. Зеленое С. 51º29′789″, В. 69º44′454″               |
| 14.            | Могильник Каратубек I ран. жел. век, средневековье (разновременной)   | археология    | 750 м к югу от с. Узынколь С. 51º36′243″, В. 69º17′944″                |
| 15.            | Могильник Косколь I средневековье                                     | археология    | 4,5 км к северо-востоку от с. Косколь С. 51º50′582″, В. 69º21′380″     |
| 16.            | Могильник КоскольVII средневековье                                    | археология    | 10,5 км к северу от с. Косколь С. 51º53′839″, В. 069º19′148″           |
| 17.            | Могильник Есен-Аман I ран. жел. век, средневековье (разновременной)   | археология    | 6,5 км к югу от с. Узынколь С. 51º39′856″, В. 69º06′716″               |
| 18.            | Могильник Новочеркасск I эпоха бронзы, средневековье (разновременной) | археология    | 2 км к северу от с. Новочеркасское С. 51º27′777, В. 69º50′799          |
| 19.            | Могильник Берлик I ран. жел. век, средневековье (разновременной)      | археология    | 4 км к западу от с. Таволжанка С. 51º35′885″, В. 69º33′717″            |
| 20.            | Поселение Косколь VIII эпоха энеолита                                 | археология    | 2 км к юго-востоку от с. Косколь С. 51º47′896″, В. 69º21′798″          |
| 21.            | Стоянка Старый Колутон II эпоха бронзы                                | археология    | 600 м к западу от с. Старый Колутон С. 51º46′196″, В. 69º25′818″       |
| 22.            | Стоянка Косколь VI эпоха неолита                                      | археология    | 12 км к северу от с. Косколь С. 51º54′068″, В. 69º19′433″              |

## Атбасарский район
| Номер в списке | Название                                                                                              | Вид памятника                        | Место нахождения                                                     |
| -------------- | --- | ------------------------------------ | -------------------------------------------------------------------- |
| 1.             | Бюст Героя Советского Союза Акана Курманова (1918—1943)                                               | сооружение монументального искусства | с. Косбармак, в центре                                               |
| 2.             | Здание, где располагался уездный Совдеп в 1918—1919 годы (ныне историко-краеведческий музей) 1911 год | градостроительство и архитектура     | г. Атбасар, ул. Победы, 28                                           |
| 3.             | Здание гимназии (ныне вспомогательная школа-интернат) 1909 год                                        | градостроительство и архитектура     | г. Атбасар, ул. Победы, 61                                           |
| 4.             | Курган Тимашевка V ран. жел. век                                                                      | археология                           | 2,2 км к востоку от с. Тимашевка С. 51°41′071″, В. 68°27′584″        |
| 5.             | Курган Тимашевка VII эпоха бронзы                                                                     | археология                           | 4 км к востоку от с. Тимашевка С. 51°40′976″, В. 68°28′048″          |
| 6.             | Курган Каражар IV ран. жел. век                                                                       | археология                           | 2,1 км к северо-востоку от с. Поповка С. 51°43′284″, В. 68°47′567″   |
| 7.             | Курган Каражар VII ран. жел. век                                                                      | археология                           | 4,2 км к северо-востоку от с. Поповка С. 51°43′813″, В. 68°49′196″   |
| 8.             | Курган Магдалиновка IV ран. жел. век                                                                  | археология                           | 800 м к юго-востоку от с. Магдалиновка С. 51°41′096″, В. 68°22′886″  |
| 9.             | Курган Мариновка II средневековье                                                                     | археология                           | 7 км к северо-западу от с. Мариновка С. 51°50′136″, В. 69°08′223″    |
| 10.            | Курган Мариновка VII средневековье                                                                    | археология                           | 8 км к северо-востоку от с. Мариновка С. 51°51′363″, В. 69°16′013″   |
| 11.            | Курган Кызылколь IV ран. жел. век                                                                     | археология                           | 11 км к северо-востоку от с. Поповка С. 51°45′106″, В. 68°57′246″    |
| 12.            | Курган Полтавка I средневековье                                                                       | археология                           | 1,5 км к востоку от с. Полтавка С. 52°04′003″, В. 68°38′675″         |
| 13.            | Курган Полтавка II ран. жел. век                                                                      | археология                           | 1,6 км к востоку от с. Полтавка С. 52°04′051″, В. 68°38′704″         |
| 14.            | Курган Поповка IV ран. жел. век                                                                       | археология                           | 0,5 км к северо-западу от с. Поповка С. 51°44′402″, В. 68°38’211″    |
| 15.            | Курган Поповка V средневековье                                                                        | археология                           | 1,1 км к северо-западу от с. Поповка С. 51°44′652″, В. 62°37′986″    |
| 16.            | Курган Родионовка VIII ран. жел. век                                                                  | археология                           | 6 км к востоку от с. Родионовка С. 51°41′261″, В. 68°36′438″         |
| 17.            | Курган Родионовка IX ран. жел. век                                                                    | археология                           | 3 км к северо-западу от с. Родионовка С. 51°42′932″,В. 68°28′772″    |
| 18.            | Курган Садубек IV ран. жел. век                                                                       | археология                           | 5,1 км к северо-западу от с. Поповка С. 51°47′453″, В. 68°43′776″    |
| 19.            | Курган Самарка I ран. жел. век                                                                        | археология                           | 500 м к северу от с. Самарка С. 51°36′731″, В. 68°02′240″            |
| 20.            | Курган Самарка II ран. жел. век                                                                       | археология                           | 1 км к северу от с. Самарка С. 51°37′279″, В. 68°02′296″             |
| 21.            | Курган Самарка III ран. жел. век                                                                      | археология                           | 2 км к северу от с. Самарка С. 51°37′666″, В. 68°02′156″             |
| 22.            | Курган Самарка V ран. жел. век                                                                        | археология                           | 4,1 км к северу от с. Самарка С. 51°38′404', В. 68°01′638'           |
| 23.            | Курган Самарка VI ран. жел. век                                                                       | археология                           | 4 км к северу от с. Самарка С. 51° 38′404″, В. 68° 01′638″           |
| 24.            | Курган Самарка VIII ран. жел. век                                                                     | археология                           | 8,15 км к северо-западу от с. Самарка С. 51°39′619″, В. 67°57′359″   |
| 25.            | Курган Самарка X ран. жел. век                                                                        | археология                           | 10,6 км к северо-западу от с. Самарка С. 51°40′993″, В. 67°56′689″   |
| 26.            | Курган Самарка XI эпоха бронзы                                                                        | археология                           | 10,3 км к северо-западу от с. Самарка С. 51°40′849″, В. 67° 56′656″  |
| 27.            | Курган Самарка XIV средневековье                                                                      | археология                           | 6,7 км к северо-западу от с. Самарка С. 51°38′283″, В. 67°56′624″    |
| 28.            | Курган Атбасар VI ран. жел. век                                                                       | археология                           | 9,8 км к северо-западу от с. Тельмана С. 51°46′371″, В. 68°26′531″   |
| 29.            | Могильник Тастобе III средневековье                                                                   | археология                           | 15 км к северу от с. Тимашевка С. 51°44′718″, В. 68°27′548″          |
| 30.            | Могильник Кошкарка I ран. жел. век                                                                    | археология                           | 9 км к юго-западу от с. Тимашевка С. 51°37′661″, В. 68°27′765″       |
| 31.            | Могильник Тимашевка VI ран. жел. век                                                                  | археология                           | 1,3 км к западу от с. Тимашевка С. 51°41′319″, В. 68°23′986″         |
| 32.            | Могильник Атбасар II ран. жел. век                                                                    | археология                           | 1 км к северо-западу от г. Атбасар С. 51°50′564″, В. 68°21′145″      |
| 33.            | Могильник Адыр II ран. жел. век                                                                       | археология                           | 1,5 км к северу от с. Адыр С. 51°48′791″, В. 68°57′07,2″             |
| 34.            | Могильник Атбасар V ран. жел. век                                                                     | археология                           | 6,3 км к северо-востоку от с. Ащиколь С. 51°43′74,7″, В. 68°13′452″  |
| 35.            | Могильник Ащиколь I ран. жел. век                                                                     | археология                           | 4,9 км к северо-западу от с. Ащиколь С. 51°42′925″, В. 68°15′063″    |
| 36.            | Могильник Атбасар I средневековье                                                                     | археология                           | 6,5 км к юго-западу от с. Борисовка С. 51°50′418″, В. 68°27′161″     |
| 37.            | Могильник Гайдар I средневековье                                                                      | археология                           | 2,5 км к югу от с. Борисовка С. 51°35′664″, В. 68°10′246″            |
| 38.            | Могильник Каражар I ран. жел. век                                                                     | археология                           | 2,1 км к северо-востоку от с. Поповка С. 51°00′020', В. 68°34′926'   |
| 39.            | Могильник Каражар III ран. жел. век                                                                   | археология                           | 2,1 км к северо-востоку от с. Поповка С. 51°43′454', В. 68°47′048'   |
| 40.            | Могильник Каражар VI средневековье                                                                    | археология                           | 4,25 км к северо-востоку от с. Поповка С. 51°43′832', В. 68°49′205'  |
| 41.            | Могильник Каражар XV ран. жел. век                                                                    | археология                           | 1,3 км к северу от с. Поповка С. 51°42′885', В. 68°45′024'           |
| 42.            | Могильник Новопетропавловка I ран. жел. век                                                           | археология                           | 1,3 км к северо-западу от с. Поповка С. 51°42′861', В. 68°44′910'    |
| 43.            | Могильник Поповка VII ран. жел. век                                                                   | археология                           | 3,8 км к западу от с. Поповка С. 51°42′272″, В. 68°37′986″           |
| 44.            | Могильник Косбармак I ран. жел. век                                                                   | археология                           | 2 км к северо-востоку от с. Косбармак С. 51°34′043″, В. 67°59′444″   |
| 45.            | Могильник Магдалиновка V эпоха бронзы                                                                 | археология                           | 1,3 км к западу от с. Магдалиновка С. 51°47′630″, В. 68°20′169″      |
| 46.            | Могильник Мариновка I ран. жел. век, средневековье (разновременной)                                   | археология                           | 1 км к востоку от с. Мариновка С. 51°47′630″, В. 69°11′722″          |
| 47.            | Могильник Мариновка III ран. жел. век, средневековье (разновременной)                                 | археология                           | 4,5 км к западу от с. Мариновка С. 51°47′780″, В. 69°04′492″         |
| 48.            | Могильник Митрофановка I средневековье                                                                | археология                           | 1,5 км к востоку от с. Бейса хазирет С. 51°46′788″, В. 69°04′576″    |
| 49.            | Могильник Новоалександровка I ран. жел. век                                                           | археология                           | 1,3 км к западу от с. Бастау С. 51°46′920″, В. 68°47′907″            |
| 50.            | Могильник Каражар IX средневековье                                                                    | археология                           | 3 км к северу от с. Поповка С. 51°43′748″, В. 68°50′998″             |
| 51.            | Могильник Каражар XXVIII-XIX вв.                                                                      | археология                           | 3,4 км к северу от с. Поповка С. 51°44′030″, В. 68°51′465″           |
| 52.            | Могильник Каражар XI ран. жел. век                                                                    | археология                           | 4,25 км к северо-востоку от с. Поповка С. 51°44′030″, В. 68°51′465″  |
| 53.            | Могильник Кызылколь I ран. жел. век, средневековье (разновременной)                                   | археология                           | 7,5 км к северо-востоку от с. Поповка С. 51°43′092″, В. 68°56′066″   |
| 54.            | Могильник Полтавка VI ран. жел. век                                                                   | археология                           | 5 км к северу от с. Полтавка С. 52°06’741″, В. 68°37’752″            |
| 55.            | Могильник Поповка VII эпоха бронзы                                                                    | археология                           | 1 км к северу от с. Поповка С. 51°44′660″, В. 68°38′260″             |
| 56.            | Могильник Бодливский II средневековье                                                                 | археология                           | 1,5 км к югу от с. Садовое С. 51°53′023″, В. 68°20′180″              |
| 57.            | Могильник Пригородное II средневековье                                                                | археология                           | 2 км к северо-востоку от с. Садовое С. 51°55′041″, В. 68°22′164″     |
| 58.            | Могильник Пролетарка I средневековье                                                                  | археология                           | 1 км к югу от с. Новосельское С. 51°57′537″, В. 68°19′217″           |
| 59.            | Могильник Родионовка V эпоха бронзы                                                                   | археология                           | 800 м к юго-западу от с. Родионовка С. 51°41′014″, В. 68°28′626″     |
| 60.            | Могильник Родионовка VI ран. жел. век                                                                 | археология                           | 700 м к югу от с. Родионовка С. 51°40′921″, В. 68°31′277″            |
| 61.            | Могильник Родионовка VII эпоха бронзы                                                                 | археология                           | 1 км к юго-востоку от с. Родионовка С. 51°40′923″, В. 68°32′197″     |
| 62.            | Могильник Тимашевка X средневековье                                                                   | археология                           | 2,5 км к северо-западу от с. Родионовка С. 51°42′066″, В. 68°28′506″ |
| 63.            | Могильник Садубек II эпоха бронзы                                                                     | археология                           | 3,6 км к западу от с. Поповка С. 51°46′606″, В. 68°44′382″           |
| 64.            | Могильник Садубек III эпоха бронзы                                                                    | археология                           | 3,3 км к западу от с. Поповка С. 51°46′767″, В. 68°44′467″           |
| 65.            | Могильник Самарка III ран. жел. век                                                                   | археология                           | 3,2 км к северу от с. Самарка С. 51°38′326″, В. 68°01′705″           |
| 66.            | Могильник Самарка VII ран. жел. век                                                                   | археология                           | 4,5 км к северу от с. Самарка С. 51°38′459″, В. 68°01′448″           |
| 67.            | Могильник Самарка XV средневековье                                                                    | археология                           | 7,2 км к северо-западу от с. Самарка С. 51°38′503″, В. 67°56′691″    |
| 68.            | Могильник Смирновка I средневековье                                                                   | археология                           | 700 м к западу от с. Садовое С. 51°55′820″, В. 68°19′711″            |
| 69.            | Могильник Смирновка II средневековье                                                                  | археология                           | 500 м к западу от с. Садовое С. 51°56′017″, В. 68°19′309″            |
| 70.            | Могильник Атбасар III ран. жел. век                                                                   | археология                           | 8,5 км к северо-западу от с. Тельмана С. 51°45′328″, В. 68°27′439″   |
| 71.            | Могильник Атбасар IV ран. жел. век                                                                    | археология                           | 8,8 км к северо-западу от с. Тельмана С. 51°45′509″, В. 68°26′538″   |
| 72.            | Могильник Титовка I ран. жел. век                                                                     | археология                           | 2,2 км к юго-западу от с. Титовка С. 52°01′739″, В. 68°37′350″       |
| 73.            | Памятник трудовой славы первоцелинникам 1970 год                                                      | сооружение монументального искусства | г. Атбасар, при въезде в город                                       |
| 74.            | Памятник воинам, погибшим в годы Великой Отечественной войны (1941—1945 годы) 1970 год                | сооружение монументального искусства | с. Полтавка, в центре села                                           |
| 75.            | Поселение Гайдар II эпоха бронзы                                                                      | археология                           | 2,5 км к северо-востоку от с. Борисовка С. 51°37′300″, В. 68°11′240″ |
| 76.            | Поселение Родионовка I эпоха бронзы                                                                   | археология                           | 4 км к северо-востоку от с. Калиновка С. 51°42′923″, В. 68°35′433″   |
| 77.            | Поселение Каражар II средневековье                                                                    | археология                           | 2,15 км к северо-востоку от с. Поповка С. 51°43′551″, В. 68°47′188″  |
| 78.            | Поселение Каражар V эпоха бронзы, средневековье (разновременной)                                      | археология                           | 2,75 км к северо-востоку от с. Поповка С. 51°43′502″, В. 68°47′908″  |
| 79.            | Поселение Каражар XII средневековье                                                                   | археология                           | 4,5 км к северо-востоку от с. Поповка С. 51°44′571″, В. 68°52′386″   |
| 80.            | Поселение Магдалиновка II эпоха бронзы                                                                | археология                           | 2,2 км к западу от с. Магдалиновка С. 51° 40′777″, В. 68°19′724″     |
| 81.            | Поселение Мариновка IV эпоха энеолита                                                                 | археология                           | 3 км к юго-западу от с. Мариновка С. 51°46′534″, В. 69°06′612″       |
| 82.            | Поселение Митрофановка III эпоха бронзы                                                               | археология                           | 2,2 км к югу от с. Бейса хазирет С. 51°45′348″, В. 69°02′988″        |
| 83.            | Поселение Митрофановка IV эпоха энеолита                                                              | археология                           | 3 км к юго-западу от с. . Бейса хазирет С. 51°45′200″, В. 69°01′504″ |
| 84.            | Поселение Каражар XIII средневековье                                                                  | археология                           | 2,5 км к юго-востоку от с. Бастау С. 51°45′519″, В. 68°51′396″       |
| 85.            | Поселение Каражар XIV средневековье                                                                   | археология                           | 2,52 км к юго-востоку от с. Бастау С. 51°45′488″, В. 68°51′352″      |
| 86.            | Поселение Каражар VIII средневековье                                                                  | археология                           | 2,8 км к северу от с. Поповка С. 51°43′748″, В. 68°50′998″           |
| 87.            | Поселение Кызылколь II эпоха бронзы                                                                   | археология                           | 3 км к северо-востоку от с. Поповка С. 51°43′517″, В. 68°52′813″     |
| 88.            | Поселение Кызылколь III эпоха неолита, средневековье (разновременной)                                 | археология                           | 6,5 км к северо-востоку от с. Поповка С. 51°44′348″, В. 68°55′900″   |
| 89.            | Поселение Жабай-Покровка II эпоха бронзы                                                              | археология                           | 2,7 км к северо-востоку от с. Покровка С. 51°00′020″, В. 68°34′926″  |
| 90.            | Поселение Саргары эпоха бронзы                                                                        | археология                           | 4 км к северо-востоку от с. Покровка С. 52°00′663″, В. 68°36′187″    |
| 91.            | Поселение Полтавка V средневековье                                                                    | археология                           | 2,7 км к северо-востоку от с. Полтавка С. 52°05′490″, В. 68°37′712″  |
| 92.            | Поселение Поповка VIII эпоха бронзы                                                                   | археология                           | 3,2 км к востоку от с. Поповка С. 51°43′877″, В. 68°42′986″          |
| 93.            | Поселение Тельман XVI эпоха бронзы                                                                    | археология                           | 2,9 км к югу от с. Поповка С. 51°42′288″, В. 68°38′036″              |
| 94.            | Поселение Тельмана XVII средневековье                                                                 | археология                           | 3 км к югу от с. Поповка С. 51°42′313″, В. 68°38′046″                |
| 95.            | Поселение Пролетарка II эпоха бронзы                                                                  | археология                           | 500 м к юго-востоку от с. Новосельское С. 51°57′906″, В. 68°19′435″  |
| 96.            | Поселение Родионовка X эпоха бронзы                                                                   | археология                           | 2,5 км к северо-западу от с. Родионовка С. 51°42′595″, В. 68°29′007″ |
| 97.            | Стоянка Тимашевка I эпоха неолита                                                                     | археология                           | 1,3 км к западу от с. Тимашевка С. 51°41′365″, В. 68°24′066″         |
| 98.            | Стоянка Тимашевка II эпоха неолита                                                                    | археология                           | 1,7 км к востоку от с. Тимашевка С. 51°42′048″, В. 68°27′469″        |
| 99.            | Стоянка Тимашевка III эпоха неолита                                                                   | археология                           | 2,2 км к востоку от с. Тимашевка С. 51°42′130″, В. 68°28′367″        |
| 100.           | Стоянка Гайдар III эпоха неолита                                                                      | археология                           | 3 км к северо-востоку от с. Борисовка С. 51°37′785″, В. 68°11551″    |
| 101.           | Стоянка Новопетропавловка II эпоха неолита                                                            | археология                           | 1,1 км к северо-востоку от с. Поповка С. 51°42′611″, В. 68°47′285″   |
| 102.           | Стоянка Магдалиновка I эпоха неолита                                                                  | археология                           | 500 м к востоку от с. Магдалиновка С. 51°41′539″, В. 68°23′515″      |
| 103.           | Стоянка Магдалиновка III эпоха неолита                                                                | археология                           | 100 м к востоку от с. Магдалиновка С. 51°40′777″, В. 68°19′724″      |
| 104.           | Стоянка Мариновка V эпоха энеолита                                                                    | археология                           | 5 км к юго-западу от с. Мариновка С. 51°45′999″, В. 69°06′025″       |
| 105.           | Стоянка Мариновка VI эпоха бронзы                                                                     | археология                           | 2 км к юго-западу от с. Мариновка С. 51°46′280″, В. 69°06′607″       |
| 106.           | Стоянка Митрофановка II эпоха энеолита                                                                | археология                           | 2 км к югу от с. Бейса хазирет С. 51°46′222″, В. 69°04′935″          |
| 107.           | Стоянка Садубек I эпоха неолита                                                                       | археология                           | 1,9 км к западу от с. Бастау С. 51°47′039′′, В. 68°47′757′′          |
| 108.           | Стоянка Жабай-Покровка I эпоха неолита                                                                | археология                           | 1,5 км к северо-востоку от с. Покровка С. 51°59′766″, В. 68°34′022″  |
| 109.           | Стоянка Поповка III эпоха неолита                                                                     | археология                           | 2 км к востоку от с. Поповка С. 51°44′146″, В. 68°40′979″            |
| 110.           | Стоянка Тельман VIII эпоха мезолита, эпоха неолита (разновременной)                                   | археология                           | 2,5 км к юго-западу от с. Поповка С. 51°42′352″, В. 68°39′127″       |
| 111.           | Стоянка Тельман IX эпоха мезолита                                                                     | археология                           | 3 км к юго-западу от с. Поповка С. 51°42′352″, В. 68°39′127″         |
| 112.           | Стоянка Тельман X эпоха неолита                                                                       | археология                           | 7,1 км к востоку от с. Калиновка С. 51°42′452″, В. 68°38′276″        |
| 113.           | Стоянка Тельман XI эпоха неолита                                                                      | археология                           | 3,1 км к юго-западу от с. Поповка С. 51°42′277″, В. 68°37′402″       |
| 114.           | Стоянка Тельман XII эпоха неолита                                                                     | археология                           | 3,2 км к юго-западу от с. Поповка С. 51°42′284″, В. 68°37′365″       |
| 115.           | Стоянка Тельман XIII эпоха неолита                                                                    | археология                           | 3,4 км к юго-западу от с. Поповка С. 51°42′283″, В. 68°37′272″       |
| 116.           | Стоянка Тельман XIV эпоха неолита                                                                     | археология                           | 3 км к югу от с. Поповка С. 51°42′135″, В. 68°37′937″                |
| 117.           | Стоянка Тельман XV эпоха мезолита, эпоха неолита (разновременной)                                     | археология                           | 3,3 км к югу от с. Поповка С. 51°42′004″, В. 68°39′304″              |
| 118.           | Стоянка Тимашевка IX эпоха неолита                                                                    | археология                           | 2,5 км к северо-западу от с. Родионовка С. 51°42′077″, В. 68°28′523″ |
| 119.           | Стоянка Тельман V эпоха неолита                                                                       | археология                           | 1,2 км к юго-западу от с. Тельмана С. 51°43′649″, В. 68°34′031       |

## Буландынский район
| Номер в списке | Название                                                                  | Вид памятника | Место нахождения                                                          |
| -------------- | ------------------------------------------------------------------------- | ------------- | ------------------------------------------------------------------------- |
| 1.             | Курган Красноводское X ран. жел. век                                      | археология    | 1,5 км к северу от с. Айнаколь С. 51°52′38,8″, В. 69°40′36,1″             |
| 2.             | Курган Красноводское XI ран. жел. век                                     | археология    | 3,5 км к северо-западу от с. Айнаколь С. 51°52′31,9″, В. 69°39′29,5″      |
| 3.             | Курган Красноводское XII ран. жел. век                                    | археология    | 2,3 км к северо-западу от с. Айнаколь С. 51°52′58,4″, В. 69°39′36,6″      |
| 4.             | Курган Купчановка I ран. жел. век                                         | археология    | 1,2 км к югу от с. Купчановка С. 52°28′20,8″, В. 70°13′31,7″              |
| 5.             | Курган Купчановка II ран. жел. век                                        | археология    | 1,5 км к югу от с. Купчановка С. 52°28′13,0″, В. 70°13′26,0″              |
| 6.             | Курган Купчановка III ран. жел. век                                       | археология    | 1,5 км к югу от с. Купчановка С. 52°28′12,6″, В. 70°13′34,3″              |
| 7.             | Курган Купчановка IV ран. жел. век                                        | археология    | 100 м к юго-востоку от с. Купчановка С. 52°28′37,0″, В. 70°14′29,8″       |
| 8.             | Курган Новобратское II ран. жел. век                                      | археология    | 3,5 км к юго-востоку от с. Новобратское С. 52°01′52,3″, В. 69°37′42,7″    |
| 9.             | Курган Новобратское IV ран. жел. век                                      | археология    | 3,6 км к юго-востоку от с. Новобратское С. 52°01′22,4″, В. 69°37′01,3″    |
| 10.            | Курган Новобратское VI эпоха бронзы                                       | археология    | 3,7 км к юго-востоку от с. Новобратское С. 52°01′30,9″, В. 69°37′19,2″    |
| 11.            | Курганы с «усами» Новобратское III ран. жел. век                          | археология    | 4,2 км к юго-востоку от с. Новобратское С. 52°00′56,8″, В. 69°37′06,1″    |
| 12.            | Курган Новобратское VII ран. жел. век                                     | археология    | 500 м к востоку от с. Новобратское С. 52°02′39,2″, В. 69°36′38,1″         |
| 13.            | Курган Новодонецк I ран. жел. век                                         | археология    | 3,8 км к юго-востоку от с. Новодонецк С. 52°03′12,0″, В. 70°00′03,6″      |
| 14.            | Курган Новодонецк II эпоха бронзы                                         | археология    | 4,5 км к юго-востоку от с. Новодонецк С. 52°03′55,0″, В. 70°00′37,6″      |
| 15.            | Курган Новодонецк III ран. жел. век                                       | археология    | 4,8 км к юго-востоку от с. Новодонецк С. 52°02′35.0″, В. 69°59′57.8″      |
| 16.            | Курган Новодонецк IV ран. жел. век                                        | археология    | 5,3 км к юго-востоку от с. Новодонецк С. 52°02′19.2″, В. 70°00′04.2″      |
| 17.            | Курган Новодонецк V эпоха бронзы                                          | археология    | 3,6 км к юго-востоку от с. Новодонецк С. 52°04′05.0″, В. 70°01′04.2″      |
| 18.            | Курган Новодонецк VI эпоха бронзы                                         | археология    | 3,6 км к юго-востоку от с.Новодонецк С. 52°04′01.8″, В. 70°01′02.4″       |
| 19.            | Курган Острогорское V эпоха бронзы                                        | археология    | 3 км к северо-западу от с. Острогорское С. 51°55′13,3″, В. 69°36′44,4″    |
| 20.            | Курган Острогорское VI ран. жел. век                                      | археология    | 1,4 км к юго-западу от с. Острогорское С. 51°57′03,8″, В. 69°36′32,4″     |
| 21.            | Курган Прохоровка I ран. жел. век                                         | археология    | 2 км к северо-востоку от с.Байсуат С. 52°33′24.2″, В. 70°17′41.0″         |
| 22.            | Курган Отрадное I ран. жел. век                                           | археология    | 1,5 км к юго-востоку от с. Oтрадное С. 52°20′44,7″, В. 69°38′35,1″        |
| 23.            | Курган Партизанка I ран. жел. век                                         | археология    | 3,4 км к востоку от с. Партизанка С. 52°09′49,2″, В. 69°41′13,1″          |
| 24.            | Курган Жолболды эпоха бронзы                                              | археология    | 4,7 км к югу от с. Иванковка С. 52°14′30,9″, В. 70°04′18,2″               |
| 25.            | Курган Иванковка I ран. жел. век                                          | археология    | 5,1 км к югу от с. Иванковка С. 52°14′17.0″, В. 70°04′58.6″               |
| 26.            | Курган Капитоновка ран. жел. век                                          | археология    | 3,1 км к юго-востоку от с. Капитоновка С. 52°09′31.0″, В. 70°09′25.4″     |
| 27.            | Курган Ярославка I ран. жел. век                                          | археология    | 4,5 км к северо-востоку от с. Ярославка С. 52°00′36.7″, В. 70°00′47.2″    |
| 28.            | Курган Ярославка II ран. жел. век                                         | археология    | 4,6 км к северо-востоку от с. Ярославка С. 52°00′49,3″, В. 70°01′26,6″    |
| 29.            | Курган Ярославка III ран. жел. век                                        | археология    | 4,6 км к северо-востоку от с. Ярославка С. 52°00′51.8″,В. 70°00′33.9″     |
| 30.            | Курган Ярославка IV ран. жел. век                                         | археология    | 5,2 км к северо-востоку от с. Ярославка С. 52°00′49.5″, В. 70°01′26.8″    |
| 31.            | Зимовка Острогорское позднее средневековье                                | археология    | 1,5 км к юго-западу от с. Острогорское С. 51°55′14,9″, В. 69°36′35,3″     |
| 32.            | Мастерская Ярославка эпоха неолита                                        | археология    | 4,4 км к северо-востоку от с. Ярославка С. 52°01′28,4″, В. 69°59′50,9″    |
| 33.            | Могильник Колоколовка I ран. жел. век, средневековье (разновременной)     | археология    | 1,4 км к юго-востоку от с. Караозек С. 52°34′34.7″, В. 70°16′05.6″        |
| 34.            | Могильник Красноводское III ран. жел. век                                 | археология    | 2,5 км к северо-западу от с. Айнаколь С. 51°52′45,1″, В. 69°39′56,6″      |
| 35.            | Могильник Красноводское VI ран. жел. век                                  | археология    | 3,3 км к северо-западу от с. Айнаколь 51°53′08,8″, В. 69°39′43,6″         |
| 36.            | Могильник Красноводское VII ран. жел. век                                 | археология    | 3,5 км к северо-востоку от с. Айнаколь С. 51°52′59,3″, В. 69°43′36,9″     |
| 37.            | Могильник Красноводское X ран. жел. век                                   | археология    | 3,6 км к северо-западу от с. Айнаколь С. 51°53′01,9″, В. 69°39′38,3″      |
| 38.            | Могильник Таубай III ран. жел. век                                        | археология    | 2,5 км к северо-западу от с. Айнаколь С. 51°52′20,0″, В. 69°39′08,7″      |
| 39.            | Могильник Купчановка II ран. жел. век                                     | археология    | 500 м к югу от с. Купчановка С. 52°38′36,6″, В. 70°13′45,0″               |
| 40.            | Могильник Купчановка III ран. жел. век, средневековье (разновременной)    | археология    | 1 км к югу от с. Купчановка С. 52°28′18,6″, В. 70°13′48,1″                |
| 41.            | Могильник Купчановка IV ран. жел. век, средневековье (разновременной)     | археология    | 2,2 км к югу от с. Купчановка С. 52°27′50,1″, В. 70°13′41,9″              |
| 42.            | Могильник Макинка I ран. жел. век                                         | археология    | 2,5 км к северу от с. Макинка С. 52°35′30,8″, В. 70°36′05,5″              |
| 43.            | Могильник Макинка II средневековье                                        | археология    | 5 км к востоку от с. Макинка С. 52°34′30,7″, В. 70°40′08,4″               |
| 44.            | Могильник Новобратское VII ран. жел. век                                  | археология    | 3,2 км к юго-востоку от c.Новобратское С. 52°01′39,2″, В. 69°37′03,6″     |
| 45.            | Могильник Новобратское VIII средневековье                                 | археология    | 5,9 км к юго-востоку от c. Новобратское С. 52°00′10,8″, В. 69°38′00,4″    |
| 46.            | Могильник Новодонецк II ран. жел. век                                     | археология    | 5,1 км к юго-востоку от c. Новодонецк С. 52°02′20.5″, В. 69°59′48.0″      |
| 47.            | Могильник Новодонецк III ран. жел. век                                    | археология    | 3 км к востоку от с. Новодонецк С. 52°05′01,6″, В. 70°00′27,8″            |
| 48.            | Могильник Новодонецк IV ран. жел. век                                     | археология    | 1 км к юго-востоку от c.Новодонецк С. 52°04′49,7″, В. 70°00′22,1″         |
| 49.            | Могильник Новодонецк V ран. жел. век, средневековье (разновременной)      | археология    | 2 км к юго-востоку от c. Новодонецк С. 52°04′45,2″, В. 70°00′28,6″        |
| 50.            | Могильник Новодонецк VIII ран. жел. век, средневековье (разновременной)   | археология    | 2,2 км к юго-востоку от c. Новодонецк С. 52°03′48,2″, В. 69°59′35,6″      |
| 51.            | Могильник Новодонецк IX средневековье                                     | археология    | 2,5 км к юго-востоку от c.Новодонецк С. 52°03′40,9″, В. 69°59′27,2″       |
| 52.            | Могильник Новодонецк X ран. жел. век                                      | археология    | 3,5 км к юго-востоку от c. Новодонецк С. 52°03′13,5″, В. 69°59′42,1″      |
| 53.            | Могильник Ортакшыл I ран. жел. век                                        | археология    | 1,3 км к югу от с. Ортакшыл С. 52°11′10,8″, В. 69°40′36,1″                |
| 54.            | Могильник Острогорское I ран. жел. век                                    | археология    | 500 м к югу от с. Острогорское С. 51°55′08,8″, В. 69°37′35,5″             |
| 55.            | Могильник Острогорское II эпоха бронзы, средневековье (разновременной)    | археология    | 700 м к югу от с. Острогорское С. 51°55′14,3″, В. 69°37′23,4″             |
| 56.            | Могильник Острогорское III ран. жел. век, средневековье (разновременной)  | археология    | 900 м к юго-западу от c. Острогорское С. 51°55′15,8″, В. 69°37′05,6″      |
| 57.            | Могильник Острогорское IV ран. жел. век, средневековье (разновременной)   | археология    | 2,5 км к юго-западу от c. Острогорское С. 51°55′07,1″, В. 69°35′49,5″     |
| 58.            | Могильник Острогорское V ран. жел. век, средневековье (разновременной)    | археология    | 2,7 км к северо-западу от c. Острогорское С. 51°56′46,5″, В. 69°36′58,2″  |
| 59.            | Могильник Острогорское VI ран. жел. век, средневековье (разновременной)   | археология    | 3,3 км к северо-западу от c.Острогорское С. 51°56′55,2″, В. 69°36′16,9″   |
| 60.            | Могильник Острогорское VII ран. жел. век, средневековье (разновременной)  | археология    | 4,2 км к северо-западу от с. Острогорское С. 51°57′39,2″, В. 69°36′22,4″  |
| 61.            | Могильник Новый Колутон III ран. жел. век, средневековье (разновременной) | археология    | 1 км к юго-западу от с. Острогорское С. 51°54′58,3″, В. 69°37′29,2″       |
| 62.            | Могильник Пушкино I ран. жел. век                                         | археология    | 5,5 км к северу от с. Пушкино С. 52°19′47,6″, В. 70°14′34,5″              |
| 63.            | Могильник Пушкино II ран. жел. век, средневековье (разновременной)        | археология    | 4,7 км к северу от с. Пушкино С. 52°19′28,6″, В. 70°15′03,3″              |
| 64.            | Могильник Отрадное I ран. жел. век                                        | археология    | 2,2 км к юго-востоку от с. Отрадное С. 52°20′34,4″, В. 69°37′54,0″        |
| 65.            | Могильник Капитоновка V ран. жел. век                                     | археология    | 5,5 км к востоку от с. Капитоновка С. 52°11′38,8″, В. 70°11′42,2″         |
| 66.            | Могильник Ярославка V ран. жел. век                                       | археология    | 4,4 км к северо-востоку от с. Ярославка С. 52°00′39.0″, В. 70°00′36.9″    |
| 67.            | Могильник Ярославка VII средневековье                                     | археология    | 4,4 км к северо-востоку от с. Ярославка С. 52°01′28,4″,В. 69°59′50,9″     |
| 68.            | Поселение Еркендык I средневековье                                        | археология    | 3 км к северо-востоку от с. Балуан Шолак С. 52°14′16,8″, В. 70°12′11,2″   |
| 69.            | Поселение Еркендык II эпоха бронзы                                        | археология    | 3,5 км к северо-востоку от с. Балуан Шолак С. 52°14′29,3″, В. 70°12′26,9″ |
| 70.            | Поселение Еркендык III эпоха неолит                                       | археология    | 3,5 км к северо-востоку от с. Балуан Шолак С. 52°14′34,6″, В. 70°12′25,1″ |
| 71.            | Поселение Купчановка I эпоха неолит, эпоха бронзы (разновременной)        | археология    | 1,8 км к югу от с. Купчановка С. 52°28′02,8″, В. 70°13′41,2″              |
| 72.            | Поселение Купчановка II эпоха бронзы                                      | археология    | 2 км к югу от с. Купчановка С. 52°27′53,7″, В. 70°13′43,3″                |
| 73.            | Поселение Новодонецк VI эпоха бронзы                                      | археология    | 2,5 км к востоку от с. Новодонецк С. 52°05′21,9″, В. 70°00′39,6″          |
| 74.            | Поселение Новодонецк VII эпоха бронзы                                     | археология    | 3 км к югу от с. Новодонецк С. 52°03′18,0″, В. 69°59′22,1″                |
| 75.            | Поселение Проходное I эпоха бронзы                                        | археология    | 7 км севернее с. Пушкино С. 52°20′20.7″, В. 70°14′08.6″                   |
| 76.            | Поселение Пушкино I эпоха бронзы                                          | археология    | 2 км севернее с. Пушкино С. 52°17′43,0″, В. 70°14′00,0″                   |
| 77.            | Стоянка Купчановка I эпоха неолита                                        | археология    | 2,3 км к югу от с. Купчановка С. 52°27′55,8″, В. 70°13′44,4″              |
| 78.            | Стоянка Пушкино I эпоха неолита                                           | археология    | 2 км к северу от с. Пушкино С. 52°17′46.8″, В. 70°14′00.0″                |
| 79.            | Стоянка Ярославка I эпоха неолита                                         | археология    | 4 км к юго-востоку от с. Ярославка С. 52°01′25,0″, В. 69°59′57,8″         |
| 80.            | Стоянка Ярославка II эпоха неолита                                        | археология    | 3,8 км к северо-востоку от с. Ярославка С. 52°01′19,6″, В. 70°00′00,1″    |
| 81.            | Стоянка Ярославка III эпоха неолита                                       | археология    | 3,5 км к северо-востоку от с. Ярославка С. 52°01′07,0″, В. 69°59′58,7″    |
| 82.            | Стоянка Ярославка IV эпоха неолита                                        | археология    | 4,5 км к северо-востоку от с. Ярославка С. 52°00′49,6″, В. 70°00′30,3″    |
| 83.            | Стоянка Ярославка V эпоха неолита                                         | археология    | 5 км к северо-востоку от с. Ярославка С. 52°00′49,6″, В. 70°00′30,3″      |

## Бурабайский район
| Номер в списке | Название                                                              | Вид памятника | Место нахождения                                                     |
| -------------- | --------------------------------------------------------------------- | ------------- | -------------------------------------------------------------------- |
| 2.             | Курган Жанаталап I эпоха бронзы                                       | археология    | 2 км северо-западнее с. Жанаталап С. 53°07′23,1″, В. 69°47′31,1″     |
| 3.             | Курган Кылшакты I средневековье                                       | археология    | 4 км северо-западнее с. Кенесары С. 53°07′23,1″, В. 69°47′31,1″      |
| 4.             | Курган Аршалы I эпоха бронзы                                          | археология    | 1 км восточнее с. Николаевка С. 52°27′58,6″, В. 69°37′30,3″          |
| 5.             | Курган Аршалы II эпоха бронзы                                         | археология    | 2,2 км юго-восточнее с. Николаевка С . 52°27′49,1″, В. 69°37′45,1″   |
| 6.             | Курган Аршалы III эпоха бронзы                                        | археология    | 3 км юго-восточнее с. Николаевка С. 52°27′21,2″, В. 69°38′20,9″      |
| 7.             | Курган Караунгир I ран. жел. век                                      | археология    | 6 км северо-восточнее с. Обалы С. 52°49′11.4″, В. 69°42′56.0″        |
| 8.             | Курган Караунгир II эпоха бронзы                                      | археология    | 5,6 км северо-восточнее с. Обалы С. 52°48′52.2″, В. 69°42′53.2″      |
| 9.             | Курган Караунгир III эпоха бронзы                                     | археология    | 7,2 км северо-восточнее с. Обалы С. 52°49′14.7″, В. 69°44′35.3″      |
| 10.            | Курган Райгородок I ран. жел. век                                     | археология    | 0,7 км восточнее с. Райгородок С. 52°30′55.4″, В. 69°42′12.5″        |
| 11.            | Курган Кояндыколь I ран. жел. век                                     | археология    | 4 км южнее с. Успеноюрьевка С. 52°35′53.6″, В. 69°52′03.7″           |
| 12.            | Курган Кояндыколь II эпоха бронзы                                     | археология    | 4,5 км юго-восточнее с. Успеноюрьевка С. 52°37′48.6″, В. 69°55′10.7″ |
| 13.            | Курган Аршалы I ран. жел. век                                         | археология    | 3,3 км восточнее с. Веденовка С. 52°36′34.5″, В. 69°31′55.9″         |
| 14.            | Курган Аршалы II ран. жел. век                                        | археология    | 5,3 км северо-восточнее с. Веденовка С. 52°38′13.6″, В. 69°33′22.9″  |
| 15.            | Курган Жанаталап II ран. жел. век                                     | археология    | 1,5 км северо-западнее с. Жанаталап С. 53°07′55.6″, В. 70°34′52.0″   |
| 16.            | Курганный могильник ран. жел. век                                     | археология    | 8 км юго-западнее с. Николаевка, С. 53°01′26.1″, В. 69°43′13.7″      |
| 17.            | Курганный могильник I ран. жел. век                                   | археология    | 8,2 км юго-западнее с. Николаевка, С. 53°01′26.4″, В. 69°43′13.9″    |
| 18.            | Курган Новоандреевка III ран. жел. век                                | археология    | 5 км западнее с. Новоандреевка С. 52°39′05.1″, В. 69°36′02.5″        |
| 19.            | Курганы III ран. жел. век                                             | археология    | 4,3 км северо-восточнее с. Акылбай С. 53°02′52,7″, В. 70°05′43,9″    |
| 20.            | Могильник Дорофеевка I ран. жел. век, средневековье (разновременной)  | археология    | 3,5 км севернее с. Акылбай С. 53°02′56,8″, В. 70°05′47,4″            |
| 21.            | Могильник Дорофеевка III эпоха бронзы                                 | археология    | 4,5 км северо-восточнее с. Акылбай С. 53°02′57,2″, В. 70°05′48,2″    |
| 22.            | Могильник Дорофеевка VI средневековье                                 | археология    | 5,3 км на северо-восток от с. Акылбай С. 53°02′64,2″, В. 70°05′52,1″ |
| 23.            | Могильник Малое Чебачье I ран. жел. век                               | археология    | 1 км на юго-восточнее с. Акылбай С. 53°02′65,1″, В. 70°05′53,2″      |
| 24.            | Могильник Котырколь II эпоха бронзы                                   | археология    | 1 км южнее с. Вишневка С. 52°55′58,7″, В. 70°29′57,4″                |
| 25.            | Могильник Кумдыколь IV средневековье                                  | археология    | 8 км северо-восточнее с. Златополье С. 52°53′37.9″, В. 70°03′03.1″   |
| 26.            | Могильник Клинцы I ран. жел. век                                      | археология    | 2,5 км севернее с. Клинцы С. 52°37′24.3″, В. 69°56′26.1″             |
| 27.            | Могильник Клинцы II ран. жел. век                                     | археология    | 1,5 км севернее с. Клинцы С. 52°36′01.8″, В. 69°55′02.2″             |
| 28.            | Могильник Ковалевка I эпоха бронзы, ран. жел. век (разновременной)    | археология    | 1 км восточнее с. Успеноюрьевка С. 52°31′42.1″, В. 69°58′56.7″       |
| 29.            | Могильник Котырколь XVII эпоха бронзы, средневековье (разновременной) | археология    | 6 км восточнее с. Котырколь С. 52°55′43,1″, В. 70°30′06,4″           |
| 30.            | Могильник Жукей IV эпоха бронзы, средневековье (разновременной)       | археология    | 5 км восточнее с. Котырколь С. 52°56′00,3″, В. 70°29′32,6″           |
| 31.            | Могильник Караунгир I эпоха бронзы, средневековье (разновременной)    | археология    | 7,5 км западнее с. Савинка С. 52°49′28,5″, В. 69°44′44,1″            |
| 32.            | Могильник Кумдыколь II эпоха бронзы                                   | археология    | 3 км восточнее с. Савинка С. 52°49′52.1″, В. 69°54′00.8″             |
| 33.            | Могильник Успеноюрьевка I эпоха бронзы                                | археология    | 3 км юго-восточнее с. Успеноюрьевка С. 52°38′28.2″, В. 69°54′55.6″   |
| 34.            | Могильник Успеноюрьевка II ран. жел. век                              | археология    | 3,3 км юго-восточнее с. Успеноюрьевка С. 52°38′18.1″, В. 69°55′01.0″ |
| 35.            | Могильник Аршалы II эпоха бронзы, средневековье                       | археология    | 0,8 км восточнее с. Федосеевка С. 52°38′19.3″, В. 69°55′03.5″        |
| 36.            | Грунтовой могильник Аршалы V средневековье                            | археология    | 4 км восточнее с. Веденовка С. 52°37′22.0″,В. 69°32′43.0″            |
| 37.            | Могильник Аршалы IV ран. жел. век                                     | археология    | 5,7 км северо-восточнее с. Веденовка С. 52°38′48.1″, В. 69°33′11.5″  |
| 38.            | Могильник Жанаталап I ран. жел. век., средневековье (разновременной)  | археология    | 4 км севернее с. Жанаталап С. 53°09′11.1″, В. 70°35′00.0″            |
| 39.            | Могильник Жанаталап II эпоха бронзы, средневековье (разновременной)   | археология    | 0,8 км северо-восточнее с. Жанаталап С. 53°07′27.1″, В. 70°35′53.0″  |
| 40.            | Поселение Голубой залив I эпоха неолита                               | археология    | 2,5 км западнее п. Бурабай С. 53°05′57.5″, В. 70°15′02.7″            |
| 41.            | Поселение Голубой залив II эпоха неолита                              | археология    | 3 км западнее п. Бурабай С. 53°05′27.5, В. 70°15′02.7″               |
| 42.            | Стоянка Актас эпоха палеолита                                         | археология    | 2,7 км юго-западнее с. Кенесары С. 53°01′26,5″, В. 70°15′02,7″       |
| 43.            | Стела у села Акылбай средневековье                                    | археология    | 7,5 км к северо-востоку от с. Акылбай С. 53°07′37,8″ В. 70°07′46,3″  |

## Егиндыкольский район
| Номер в списке | Название                           | Вид памятника                    | Место нахождения                                              |
| -------------- | ---------------------------------- | -------------------------------- | ------------------------------------------------------------- |
| 321            | Мазар Суфу XVIII век               | градостроительство и архитектура | с. Жалманкулак, урочище Косколь                               |
| 322            | Могильник Полтавский ран. жел. век | археология                       | 1,5 км к юго-западу от с. Полтавское С. 51°6′15″, В. 69°44′3″ |

## Енбекшильдерский район
| Номер в списке | Название                                                                    | Вид памятника | Место нахождения                                                                       |
| -------------- | --------------------------------------------------------------------------- | ------------- | -------------------------------------------------------------------------------------- |
| 1.             | Грунтовое захоронение Атан I средневековье                                  | археология    | 8,5 км западнее — юго-западнее с. Енбек С. 52°45′09,8″, В. 71°22′33,1″                 |
| 2.             | Курган Сага VI эпоха бронзы                                                 | археология    | 0,2 км юго-восточнее от плотины на левом берегу р. Сага С. 52°57′55,2″, В. 71°34′37,4″ |
| 3.             | Курган Сага V эпоха бронзы                                                  | археология    | 22,1 км северо-восточнее с. Акбулак, С. 52°57′54,3″, В. 71°34′38″                      |
| 4.             | Курган Тассу I ран. жел. век                                                | археология    | 11 км юго-западнее с. Акбулак, С. 52°45’28,9", В. 71°14’07,3"                          |
| 5.             | Курган Тассу II ран. жел. век                                               | археология    | 11,8 км юго-западнее с. Акбулак, С. 52°45’31,4", В. 71°14’10,1"                        |
| 6.             | Курган Кожагельды-Алга I ран. жел. век                                      | археология    | 3,3 км юго-восточнее с. Алга, С. 52°47′17,7″, В. 71°42′27,1″                           |
| 7.             | Курган Кожагельды-Алга III ран. жел. век                                    | археология    | 3,2 км северо-западнее с. Алга С. 52°50′02,4″, В. 71°38′33,6″                          |
| 8.             | Курган Бирсуат I эпоха бронзы                                               | археология    | 1,3 км северо-западнее с. Бирсуат С. 52°42′19,2″, В. 70°56′08,3″                       |
| 9.             | Курган Шат V ран. жел. век                                                  | археология    | 15,6 км восточнее с. Бирсуат С. 52°43′21,4″, В. 71°10′55,6″                            |
| 10.            | Курган Шат VI ран. жел. век                                                 | археология    | 11,6 км северо-восточнее с. Бирсуат С. 52°42′56,7″, В. 71°07′29,1″                     |
| 11.            | Курган Шат VII эпоха бронзы                                                 | археология    | 14 км восточнее с. Бирсуат, С. 52°42′08,2″, В. 71°09′42,3″                             |
| 12.            | Курган Валиханово IV эпоха бронзы                                           | археология    | 0,2 км восточнее с. Валиханово С. 52°46′52,8″, В. 71°50′45,8″                          |
| 13.            | Курган Жамбай IV ран. жел. век                                              | археология    | 13,4 км юго-восточнее с. Валиханово С. 52°40′06,6″, В. 71°52′11,8″                     |
| 14.            | Курган Атан I ран. жел. век                                                 | археология    | 11,4 км западнее с. Енбек С. 52°45′00,3″, В. 71°19′59,7″                               |
| 15.            | Курган Атан VII эпоха бронзы                                                | археология    | 6,3 км юго-западнее с. Енбек С. 52°44′23,1″, В. 71°25′00,1″                            |
| 16.            | Курган Атан IX ран. жел. век                                                | археология    | 15,9 км юго-западнее с. Енбек С. 52°43′41,5″, В. 71°16′20,6″                           |
| 17.            | Курганный могильник Жукей VI ран. жел. век                                  | археология    | 2,8 км к востоку от с. Жукей, С. 52°54′13,8″, В. 70°36′59,5″                           |
| 18.            | Курганный могильник Жукей VII ран. жел. век                                 | археология    | 3,8 км юго-восточнее с. Жукей С. 52°54′17,0″, В. 70°38′17,1″                           |
| 19.            | Курганный могильник Жукей VIII эпоха бронзы, средневековье (разновременной) | археология    | 3,5 км юго-восточнее с. Жукей С. 52°54′08,0″, В. 70°37′49,2″                           |
| 20.            | Курган Казгородок ран. жел. век                                             | археология    | 5 км западнее с. Ульги С. 52°55′11,2″, В. 70°38′43,6″                                  |
| 21.            | Курган Казгородок I ран. жел. век                                           | археология    | 5,3 м западнее с. Ульги С. 52°55′12,9″, В. 70°38′44,5″                                 |
| 22.            | Курган Волчьи норы III ран. жел. век                                        | археология    | 0,7 км восточнее с. Ульги С. 52°53’24,1", В. 70°40’26,2"                               |
| 23.            | Курган Валиханово II эпоха бронзы                                           | археология    | 7,8 км севернее с. Валиханово С. 52°50′45,8″, В. 71°51′39,5″                           |
| 24.            | Курган Валиханово III эпоха бронзы                                          | археология    | 2,3 км южнее с. Валиханово С. 52°50′01,1″, В. 71°52′15,6″                              |
| 25.            | Курган Сага I средневековье                                                 | археология    | 8 км западнее с. Кенащы С. 52°53′28,5″, В. 70°57′20,6″                                 |
| 26.            | Курган Сага II средневековье                                                | археология    | 10 км западнее с. Кенащи С. 52°53′31,4″, В. 70°57′23,2″                                |
| 27.            | Курган Камни ран. жел. век                                                  | археология    | 15,8 км юго-восточнее с. Валиханово С. 52°28′57,8″, В. 71°52′32,3″                     |
| 28.            | Курган Камни I ран. жел. век                                                | археология    | 16,4 км юго-восточнее с. Валиханово С. 52°28′62,4″, В. 71°52′34,8″                     |
| 29.            | Курган Кожастау ран. жел. век                                               | археология    | 7 км юго-восточнее с. Валиханово, на вершине гряды С. 52°33′48,4″, В. 71°50′12,1″      |
| 30.            | Курган Кудабас эпоха бронзы                                                 | археология    | 2,3 км северо-восточнее с. Валиханово С. 52°37′28.9″, В. 71°46′04.0″                   |
| 31.            | Курган Кудабас III ран. жел. век                                            | археология    | 2 км северо-восточнее с. Валиханово С. 52°37′18,4″, В. 71°46′16,8″                     |
| 32.            | Курган Уштаган ран. жел. век                                                | археология    | 9,5 км юго-восточнее с. Валиханово С. 52°31′27,9″, В. 71°48′25,0″                      |
| 33.            | Курган Уштаган I ран. жел. век                                              | археология    | 9,7 км юго-восточнее с. Валиханово С. 52°31′26,4″, В. 71°48′31,4″                      |
| 34.            | Курган Уштаган II ран. жел. век                                             | археология    | 13,9 км юго-восточнее с. Валиханово С. 52°30′51,9″, В. 71°53′55,1″                     |
| 35.            | Курган Уштаган III эпоха бронзы                                             | археология    | 13,1 км юго-восточнее с. Валиханово С. 52°31′22,3″, В. 71°53′44,5″                     |
| 36.            | Курган Уштаган IV ран. жел. век                                             | археология    | 12,4 км юго-восточнее с. Валиханово С. 52°31′31,7″, В. 71°53′07,3″                     |
| 37.            | Курган Уштаган V ран. жел. век                                              | археология    | 10,9 км юго-восточнее с. Валиханово С. 52°31′59,8″, В. 71°51′51,3″                     |
| 38.            | Курган Уштаган VI ран. жел. век                                             | археология    | 12,3 км юго-восточнее с. Валиханово С. 52°31′26,9″, В. 71°52′45,7″                     |
| 39.            | Курган Уштаган VIII ран. жел. век                                           | археология    | 12,5 км юго-восточнее с. Валиханово С. 52°31′00,3″, В. 71°52′10,3″                     |
| 40.            | Курган Карловка I ран. жел. век                                             | археология    | 1 км восточнее с. Карловка С. 52°51′47,2″, В. 70°34′00,8″                              |
| 41.            | Курган Карловка II ран. жел. век                                            | археология    | 2,4 км восточнее с. Карловка С. 52°51′52,1″, В. 70°34′02,9″                            |
| 42.            | Курган Жукей I ран. жел. век                                                | археология    | 0,8 км северо-западнее с. Кызылуюм С. 52°52′16,1″, В.70°35′06,0″                       |
| 43.            | Курган Кенащи I ран. жел. век                                               | археология    | 10,5 км восточнее с. Кенащи С. 52°54’13,3", В. 71°13’46,4"                             |
| 44.            | Курган Кенащи II ран. жел. век                                              | археология    | 11,3 км восточнее с. Кенащи С. 52°54’24,9", В. 71°14’31,2"                             |
| 45.            | Курган Тассу II ран. жел. век                                               | археология    | 9,5 км севернее с. Мамай С. 52°40′27,8″, В. 71°11′16,5″                                |
| 46.            | Курган Тассу III эпоха бронзы                                               | археология    | 9,8 км севернее с. Мамай С. 52°40′38,1″, В. 71°11′16,8″                                |
| 47.            | Курган Тассу IV эпоха бронзы                                                | археология    | 13,6 км севернее с. Мамай С. 52°42′43,6″, В. 71°13′27,7″                               |
| 48.            | Курган Котырколь I ран. жел. век                                            | археология    | 550 м западнее с. Пригорхоз С. 52°49′01,0″, В. 70°43′09,1″                             |
| 49.            | Курганный могильник Тырколь I ран. жел. век                                 | археология    | 3,1 км юго-восточнее с. Пригорхоз С. 52°46′47,8″, В. 70°44′46,1″                       |
| 50.            | Курганный могильник Тырколь II ран. жел. век                                | археология    | 2,2 км юго-восточнее с. Пригорхоз С. 52°47′15,1″, В. 70°44′32,3″                       |
| 51.            | Курган Тырколь V ран. жел. век                                              | археология    | 4,1 км юго-восточнее с. Пригорхоз С. 52°46′13,4″, В. 70°46′48,3″                       |
| 52.            | Курган Жамбай I ран. жел. век                                               | археология    | 15,3 км северо-западнее с. Аксу С. 52°41′19,2″, В. 71°56′16,4″                         |
| 53.            | Курган Жамбай II ран. жел. век                                              | археология    | 13,6 км северо-западнее с. Аксу С. 52°40′15,5″, В. 71°56′50,7″                         |
| 54.            | Курган Жамбай III ран. жел. век                                             | археология    | 14,0 км северо-западнее с. Аксу С. 52°40′15,5″, В. 71°56′50,7″                         |
| 55.            | Курган Жамбай VI ран. жел. век                                              | археология    | 14,7 км северо-западнее с. Аксу С. 52°40′49,4″, В. 71°56′18,3″                         |
| 56.            | Курган Койтас I ран. жел. век                                               | археология    | 36,9 км северо-восточнее с. Аксу С. 52°50′30,5″, В. 72°30′09,3″                        |
| 57.            | Курган Койтас II ран. жел. век                                              | археология    | 40,8 км восточнее-северо-восточнее с. Аксу С. 52°41′18,3″, В. 72°42′25,1″              |
| 58.            | Курган Койтас III ран. жел. век                                             | археология    | 36,2 км северо-восточнее с. Аксу С. 52°50′54,8″, В. 72°28′33,9″                        |
| 59.            | Курган Койтас IV ран. жел. век                                              | археология    | 35,6 км северо-восточнее с. Аксу С. 52°51′34,5″, В. 72°26′29,3″                        |
| 60.            | Курган Койтас V ран. жел. век                                               | археология    | 36,1 км северо-восточнее с. Аксу С. 52°51′47,7″, В. 72°26′37,9″                        |
| 61.            | Курган Койтас VI средневековье                                              | археология    | 29,6 км восточнее — северо-восточнее с. Аксу С. 52°42′01,5″, В. 72°31′41,9″            |
| 62.            | Курган Койтас VII ран. жел. век                                             | археология    | 37,9 км восточнее — северо-восточнее с. Аксу С. 52°42′11,9″, В. 72°39′20,6             |
| 63.            | Курган Койтас VIII ран. жел. век                                            | археология    | 37,7 км восточнее — северо-восточнее с. Аксу С. 52°42′28,3″, В. 72°39′04,8″            |
| 64.            | Курган Койтас IX ран. жел. век                                              | археология    | 37,5 км восточнее — северо-восточнее с. Аксу С. 52°43′15,3″, В. 72°38′27,4″            |
| 65.            | Курган Койтас XI ран. жел. век                                              | археология    | 36,1 км северо-восточнее с. Аксу С. 52°46′43,8″, В. 72°34′13,4″                        |
| 66.            | Курган Сапак III ран. жел. век                                              | археология    | 10,6 км северо-западнее с. Аксу С. 52°40′09,9″, В. 72°00′01,0″                         |
| 67.            | Курган с «усами» Койтас XII ран. жел. век                                   | археология    | 38,2 км северо-восточнее с. Аксу С. 52°44′38,5″, В. 72°38′11,9″                        |
| 68.            | Курган с «усами» Койтас XIII ран. жел. век                                  | археология    | 39,7 км северо-восточнее с. Аксу С. 52°47′34,7″, В. 72°37′12,2″                        |
| 69.            | Курган Сапак I ран. жел. век                                                | археология    | 5 км северо-западнее с. Аксу С 52°40′30,9″, В. 72°05′30,2″                             |
| 70.            | Курган Шокай III ср.- век.                                                  | археология    | 43,5 км северо- восточнее с. Аксу С. 52°44′35,5″, В. 72°43′19,6″                       |
| 71.            | Курган Шокай X ран. жел. век                                                | археология    | 49,6 км северо- восточнее с. Аксу С. 52°43′21,8″, В. 72°49′39,7″                       |
| 72.            | Курган Прожектор ран. жел. век                                              | археология    | 1,7 км севернее с. Валиханово С. 52°57′20,4″, В. 72°23′17,7″                           |
| 73.            | Курган Прожектор I ран. жел. век                                            | археология    | 2,6 м севернее с. Валиханово С. 52°57′32,2″, В. 72°23′19,3″                            |
| 74.            | Курган Тюбе I ран. жел. век                                                 | археология    | 4,4 км севернее с. Валиханово С. 52°58′30,7″, В. 72°22′42,9                            |
| 75.            | Курган Сауле III ран. жел. век                                              | археология    | 1,2 км северо-западнее с. Сауле С. 52°45′17,1″, В. 70°41′47,2″                         |
| 76.            | Курган Сауле IV ран. жел. век                                               | археология    | 1,5 км северо-западнее с. Сауле С. 52°45′26,9″, В. 70°41′50,1″                         |
| 77.            | Курган Сауле I ран. жел. век                                                | археология    | 3,4 км северо-западнее с. Сауле С. 52°46′17,1″, В. 70°40′40,9″                         |
| 78.            | Курган Сауле V ран. жел. век                                                | археология    | 800 м юго-восточнее с. Сауле С. 52°44′00,5″, В. 70°43′18,3″                            |
| 79.            | Курган Сауле VI ран. жел. век                                               | археология    | 1000 м юго-восточнее с. Сауле С. 52°44′00,6″, В. 70°43′18,4″                           |
| 80.            | Курган Сауле X ран. жел. век                                                | археология    | 1,8 км юго-восточнее с. Сауле С. 52°44′01,9″, В. 70°43′19,4″                           |
| 81.            | Курган Кожагельды-Алга 2 ран. жел. век                                      | археология    | в 5 км юго-западнее с. Валиханово, С. 52°45′13,1″, В. 71°46′46,2                       |
| 82.            | Курган Терек эпоха бронзы                                                   | археология    | в 10 км юго-западнее с. Валиханово С. 52°42′03,2″, В. 71°46′17,1″                      |
| 83.            | Курган Терек I ран. жел. век                                                | археология    | в 10,5 км южнее с. Валиханово С. 52°42′43,6″, В. 71°45′01,1″                           |
| 84.            | Курган Терек II ран. жел. век                                               | археология    | в 9 км южнее с. Валиханово С. 52°42′28,1″, В. 71°47′08,9″                              |
| 85.            | Курган Терек III средневековье                                              | археология    | в 6,9 км юго-западнее с. Валиханово С. 52°43′27,3″, В. 71°48′35,2″                     |
| 86.            | Курган Терек IV эпоха бронзы                                                | археология    | 2 км юго — юго-западнее с. Валиханово. С. 52°42′21,4″, В. 71°45′57,2″                  |
| 87.            | Курган Терек V ран. жел. век                                                | археология    | в 10,8 км юго-западнее с. Валиханово С. 52°41′56,4″, В. 71°45′34,1″                    |
| 88.            | Курган Терек VI эпоха бронзы                                                | археология    | в 11 км юго-западнее с. Валиханово С. 52°42′03,2″ В. 71°45′38,9″                       |
| 89.            | Курган Терек VIII ран. жел. век                                             | археология    | в 9,8 км юго-западнее с. Валиханово С. 52°42′21,4″, В. 71°45′57,2″                     |
| 90.            | Курган Яблоновка I ран. жел. век                                            | археология    | 7,7 км юго-западнее с. Яблоновка С. 52°31′11,8″, В. 70°52′59,4″                        |
| 91.            | Курган Яблоновка II ран. жел. век                                           | археология    | 7,9 км юго-западнее с. Яблоновка С. 52°31′06,1″, В. 70°53′00,5″                        |
| 92.            | Могильник Сага VIII средневековье                                           | археология    | 13,2 км северо-восточнее с. Акбулак С. 52°55’54,4", В. 71°29’13,1"                     |
| 93.            | Могильник Сага IX средневековье                                             | археология    | 15 км северо-восточнее с. Акбулак С. 52°55’54,4", В. 71°29’13,1"                       |
| 94.            | Могильник Сага XIII ран. жел. век, средневековье (разновременной)           | археология    | 14,9 км северо-восточнее р. Сага С. 52°55’57,7", В. 71°28’59,4"                        |
| 95.            | Могильник Кожагельды-Алга III эпоха неолита                                 | археология    | 7,6 км юго-восточнее с. Алга С. 52°45′15,9″, В. 71°44′18,1″                            |
| 96.            | Могильник Кожагельды-Алга II ран. жел. век                                  | археология    | 6,2 км юго-восточнее с. Алга С. 52°45′55,6″, В. 71°43′29,5″                            |
| 97.            | Могильник Арай ран. жел. век                                                | археология    | 13,3 км северо-западнее с. Краснофлотское С. 53°20′42,3″, В. 71°28′53,6″               |
| 98.            | Могильник Шат VIII средневековье                                            | археология    | 12,7 км восточнее с. Бирсуат С. 52°42′15,8″, В. 71°08′30,3″                            |
| 99.            | Могильник Шат IХ эпоха бронзы, средневековье (разновременной)               | археология    | 11 км восточнее с. Бирсуат С. 52°42′15,5″, В. 71°06′52,2″                              |
| 100.           | Могильник Валиханово II эпоха бронзы                                        | археология    | 0,5 км северо-восточнее с. Валиханово С. 52°47′17,1″, В. 71°51′05,3″                   |
| 101.           | Могильник Валиханово V ран. жел. век, средневековье (разновременной)        | археология    | 4 км юго-западнее с. Валиханово С. 52°45′41,6″, В. 71°47′16,3″                         |
| 102.           | Могильник Жамбай III ран. жел. век, средневековье (разновременной)          | археология    | 10,8 км юго — юго-восточнее с. Валиханово С. 52°41′14,0″, В. 71°50′44,1″               |
| 103.           | Могильник Атан средневековье                                                | археология    | 11,3 км юго-западнее с. Енбек С. 52°44′25,7″, В. 71°20′15,5″                           |
| 104.           | Могильник Атан I средневековье                                              | археология    | 11 км юго-западнее с. Енбек С. 52°44′34,1″, В. 71°20′27,3″                             |
| 105.           | Могильник Заураловка I ран. жел. век                                        | археология    | 3,1 км западнее с. Заураловка С. 52°33′06.2″, В. 70°43′12.0″                           |
| 106.           | Могильник Волчьи норы I ран. жел. век                                       | археология    | 2 км западнее с. Ульги С. 52°53’27,2", В. 70°40’28,3"                                  |
| 107.           | Могильник Волчьи норы II эпоха бронзы, ран. жел. век (разновременной)       | археология    | 3,2 км юго-восточнее с. Ульги С. 52°51’57,2", В. 70°46’02,2"                           |
| 108.           | Могильник Карасу I ран. жел. век                                            | археология    | в 6 км северо-восточнее с. Валиханово С. 52°49′36,0″, В. 71°52′32,3″                   |
| 109.           | Могильник Шиели средневековье                                               | археология    | 1 км западнее с. Сауле С. 52°42′19,9″, В. 70°31′49,6″                                  |
| 110.           | Могильник Сага IV ран. жел. век, средневековье (разновременной)             | археология    | 20,7 км юго-восточнее с. Краснофлотское С. 52°58’40,3", В. 71°34’56,7"                 |
| 111.           | Могильник Кожастау средневековье                                            | археология    | 8 км юго-восточнее с. Валиханово С. 52°34′24,1″, В. 71°51′37,7″                        |
| 112.           | Могильник Кудабас эпоха бронзы, средневековье (разновременной)              | археология    | 2,8 км южнее с. Валиханово С. 52°34′49,3″, В. 71°44′55,8″                              |
| 113.           | Могильник Кудабас I ран. жел. век, средневековье (разновременной)           | археология    | 0,4 км восточнее с. Валиханово С. 52°36′23,6″, В. 71°45′33,5″                          |
| 114.           | Могильник Кудабас II средневековье                                          | археология    | 1,5 км северо-восточнее с. Валиханово С. 52°37′02,2″, В. 71°46′00,9″                   |
| 115.           | Могильник Кудабас III эпоха бронзы, ран. жел. век (разновременной)          | археология    | 1 км северо-западнее с. Валиханово С. 52°36′55,3″, В. 71°45′03,6″                      |
| 116.           | Могильник Кудабас IV эпоха бронзы                                           | археология    | 1,5 км севернее с. Валиханово С. 52°37′12,6″, В. 71°45′15,6″                           |
| 117.           | Могильник Кудабас V средневековье                                           | археология    | 2,3 км северо-восточнее с. Валиханово С. 52°37′25,4″, В. 71°46′16,3″                   |
| 118.           | Могильник Кудабас VI эпоха бронзы                                           | археология    | 2,5 км южнее с. Валиханово С. 52°37′39,8″, В. 71°45′13,3″                              |
| 119.           | Могильник Кудабас VII эпоха бронзы                                          | археология    | 1,4 км северо-западнее с. Валиханово С. 52°37′04,1″, В. 71°45′05,2″                    |
| 120.           | Могильник Кудабас VIII эпоха бронзы                                         | археология    | 0,7 км северо-западнее с. Валиханово С. 52°36′42,1″, В. 71°45′07,3″                    |
| 121.           | Могильник Уштаган III эпоха бронзы                                          | археология    | 13,5 км юго-восточнее с. Валиханово С. 52°31′04,7″, В. 71°53′41,2″                     |
| 122.           | Могильник Уштаган VII эпоха бронзы                                          | археология    | 12,5 юго-восточнее с. Валиханово, С. 52°31′03,4″, В. 71°52′17,5″                       |
| 123.           | Могильник Жукей X средневековье                                             | археология    | 700 м севернее с. Кызылуюм С. 52°52′18,4″, В. 70°35′21,4″                              |
| 124.           | Могильник Кызылуюм I эпоха бронзы                                           | археология    | 0,7 км северо-западнее с. Кызылуюм С. 52°52′09,1″, В. 70°35′01,9″                      |
| 125.           | Могильник Кызылуюм II эпоха бронзы, средневековье (разновременной)          | археология    | 1,5 км северо-западнее с. Кызылуюм С. 52°52′02,7″, В. 70°34′27,8″                      |
| 126.           | Могильник Кенащи I ран. жел. век                                            | археология    | 8,4 км восточнее с. Кенащи С. 52°54’16,2", В. 71°13’32,4"                              |
| 127.           | Поселение Кенащи III эпоха неолита                                          | археология    | 2,5 км северо-восточнее с. Кенащи С. 52°55’01,9", В. 71°06’33,2"                       |
| 128.           | Могильник Мамай I ран. жел. век                                             | археология    | 8,2 км юго-западнее с. Мамай С. 52°34′18,4″, В. 71°10′42,2″                            |
| 129.           | Могильник Мамай II эпоха бронзы, ран. жел. век (разновременной)             | археология    | 3 км юго-западнее с. Мамай С. 52°34′11,1″, В. 71°10′46,6″                              |
| 130.           | Могильник Тассу I средневековье                                             | археология    | 9,4 км северо-западнее с. Мамай С. 52°38′09,0″, В. 71°05′28,1″                         |
| 131.           | Могильник Тассу II ран. жел. век, средневековье (разновременной)            | археология    | 9,8 км северо-западнее с. Мамай С. 52°38′23,4″, В. 71°05′21,5″                         |
| 132.           | Могильник Тассу III средневековье                                           | археология    | 14,8 км севернее с. Мамай С. 52°43′20,5″, В. 71°13′12,2″                               |
| 133.           | Могильник Тассу IV средневековье                                            | археология    | 14,1 км севернее с. Мамай С. 52°43′27,1″,В. 71°13′13,4″                                |
| 134.           | Могильник Шат IV средневековье                                              | археология    | 15,2 км севернее с. Мамай С. 52°43′31,9″, В. 71°11′14,4″                               |
| 135.           | Могильник Котырколь I ран. жел. век                                         | археология    | 300 м западнее с. Пригорхоз С. 52°48′46,7″, В. 70°43′01,7″                             |
| 136.           | Мастерская и могильник Койтас эпоха неолита, средневековье (разновременной) | археология    | 23,6 км северо-восточнее с. Аксу С. 52°43′40,1″, В. 72°24′18,1″                        |
| 137.           | Мастерская и могильник Шокай эпоха неолита, средневековье (разновременной)  | археология    | 52,9 км северо-восточнее с. Аксу С. 52°44′09,6″, В. 72°52′19,5″                        |
| 138.           | Могильник Жамбай IV ран. жел. век, средневековье (разновременной)           | археология    | 11 км северо-западнее с. Аксу С. 52°40′48,2″, В.71°57′12,5″                            |
| 139.           | Могильник Жамбай V ран. жел. век, средневековье (разновременной)            | археология    | 13,8 км северо-западнее с. Аксу С. 52°40′32,1″, В. 71°57′02,5″                         |
| 140.           | Могильник Жамбай VII средневековье                                          | археология    | 15 км северо-западнее с. Аксу С. 52°41′17,2″, В. 71°56′33,3″                           |
| 141.           | Могильник Жамбай VIII средневековье                                         | археология    | 17 км северо-западнее с. Аксу С. 52°41′18,6″, В. 71°56′36,1″                           |
| 142.           | Могильник Койтас I эпоха бронзы, средневековье (разновременной)             | археология    | 50,8 км северо-восточнее с. Аксу С. 52°46′40,4″, В. 72°48′57,4″                        |
| 143.           | Могильник Койтас II средневековье                                           | археология    | 36,6 км северо-восточнее с. Аксу С. 52°50′35,1″, В. 72°29′39,3″                        |
| 144.           | Могильник Койтас III эпоха бронзы, ран. жел. век (разновременной)           | археология    | 52,4 км северо-восточнее с. Аксу С. 52°46′01,6″, В. 72°50′52,0″                        |
| 145.           | Могильник Койтас IV средневековье                                           | археология    | 51,8 км северо-восточнее с. Аксу С. 52°45′30,9″, В. 72°50′34,4″                        |
| 146.           | Могильник Койтас V средневековье                                            | археология    | 35,6 км северо-восточнее с. Аксу С. 52°51′27,0″, В. 72°26′43,1″                        |
| 147.           | Могильник Койтас VI ран. жел. век, средневековье (разновременной)           | археология    | 28,9 км северо-восточнее с. Аксу С. 52°42′08,9″, В. 72°30′58,0″                        |
| 148.           | Могильник Койтас VII средневековье                                          | археология    | 34,2 км северо-восточнее с. Аксу С. 52°41′08,8″, В. 72°36′27,2″                        |
| 149.           | Могильник Койтас VIII ран. жел. век, средневековье (разновременной)         | археология    | 41,3 км северо-восточнее с. Аксу С. 52°40′21,8″, В. 72°43′09,1″                        |
| 150.           | Могильник Койтас XIX ран. жел. век                                          | археология    | 47 км северо-восточнее с. Аксу С. 52°40′15,7″, В. 72°42′34,2″                          |
| 151.           | Могильник Сапак I ран. жел. век, средневековье (разновременной)             | археология    | 3 км западнее с. Аксу С. 52°39′13,6″, В. 72°05′17,0″                                   |
| 152.           | Могильник Сапак II ран. жел. век                                            | археология    | 5 км северо-западнее с. Аксу С 52°40′30,9″, В. 72°05′30,2″                             |
| 153.           | Могильник Сапак III ран. жел. век                                           | археология    | 3 км западнее с. Аксу С. 52°39′00,4″, В. 72°04′54,5″                                   |
| 154.           | Могильник Сапак IV ран. жел. век                                            | археология    | 7 км северо-западнее с. Аксу С.52°40′33,8″, В. 72°05′36,8″                             |
| 155.           | Могильник Шокай XХ ран. жел. век, средневековье (разновременной)            | археология    | 42,2 км северо-восточнее с. Аксу С. 52°43′09,3″, В. 72°42′51,3″                        |
| 156.           | Могильник Шокай I ран. жел. век, средневековье (разновременной)             | археология    | 48,5 км северо-восточнее с. Аксу С. 52°43′05,7″, В. 72°48′42,8″                        |
| 157.           | Могильник Шокай II средневековье                                            | археология    | 43,6 км северо-восточнее с. Аксу С. 52°44′09,8″, В. 72°43′38,0″                        |
| 158.           | Могильник Шокай V ран. жел. век, средневековье (разновременной)             | археология    | 50,1 км северо-восточнее с. Аксу С. 52°42′44,9″, В. 72°50′18,6″                        |
| 159.           | Могильник Шокай VI средневековье                                            | археология    | 50,3 км северо-восточнее с. Аксу С. 52°42′47,7″, В. 72°50′30,6″                        |
| 160.           | Могильник Шокай VII ран. жел. век, средневековье (разновременной)           | археология    | 49,7 км северо-восточнее с. Аксу С. 52°42′43,1″, В. 72°49′58,6″                        |
| 161.           | Могильник Шокай VIII ран. жел. век, средневековье (разновременной)          | археология    | 48,7 км северо-восточнее с. Аксу С. 52°42′44,8″, В. 72°49′06,3″                        |
| 162.           | Могильник Шокай IX ран. жел. век                                            | археология    | 49,8 км северо-восточнее с. Аксу С. 52°43′17,8″, В. 72°49′52,1″                        |
| 163.           | Могильник Койтас XIX ран. жел. век                                          | археология    | 47 км северо-восточнее с. Аксу С. 52°40′15,7″, В. 72°42′34,2″                          |
| 164.           | Могильник Сапак I ран. жел. век, средневековье (разновременной)             | археология    | 3 км западнее с. Аксу С. 52°39′13,6″, В. 72°05′17,0″                                   |
| 165.           | Могильник Сапак II ран. жел. век                                            | археология    | 5 км северо-западнее с. Аксу С 52°40′30,9″, В. 72°05′30,2″                             |
| 166.           | Могильник Сапак III ран. жел. век                                           | археология    | 3 км западнее с. Аксу С. 52°39′00,4″, В. 72°04′54,5″                                   |
| 167.           | Могильник Сапак IV ран. жел. век                                            | археология    | 7 км северо-западнее с. Аксу С.52°40′33,8″, В. 72°05′36,8″                             |
| 168.           | Могильник Шокай XХ ран. жел. век, средневековье (разновременной)            | археология    | 42,2 км северо-восточнее с. Аксу С. 52°43′09,3″, В. 72°42′51,3″                        |
| 169.           | Могильник Шокай XI ран. жел. век, средневековье (разновременной)            | археология    | 48,5 км северо-восточнее с. Аксу С. 52°43′05,7″, В. 72°48′42,8″                        |
| 170.           | Могильник Шокай XII средневековье                                           | археология    | 43,6 км северо-восточнее с. Аксу С. 52°44′09,8″, В. 72°43′38,0″                        |
| 171.           | Могильник Шокай IV ран. жел. век, средневековье (разновременной)            | археология    | 50,1 км северо-восточнее с. Аксу С. 52°42′44,9″, В. 72°50′18,6″                        |
| 172.           | Могильник Шокай VI средневековье                                            | археология    | 50,3 км северо-восточнее с. Аксу С. 52°42′47,7″, В. 72°50′30,6″                        |
| 173.           | Могильник Шокай XI ран. жел. век                                            | археология    | 49,5 км северо-восточнее с. Аксу С. 52°43′37,1″, В. 72°49′23,2″                        |
| 174.           | Могильник Шокай XII ран. жел. век, средневековье (разновременной)           | археология    | 49,8 км северо-восточнее с. Аксу С. 52°42′43,1″, В. 72°49′58,6″                        |
| 175.           | Могильник Каратобе IV ран. жел. век, средневековье (разновременной)         | археология    | 5,3 км северо-восточнее с. Валиханово С. 52°58′30,2″, В. 72°26′32,6″                   |
| 176.           | Могильник Кыздын II ран. жел. век                                           | археология    | 21,9 км северо-восточнее с. Валиханово С. 53°00′33,7″, В. 72°41′14,4″                  |
| 177.           | Могильник Тюбе II ран. жел. век, средневековье (разновременной)             | археология    | 5,7 км севернее с. Валиханово С. 52°59′13,9″, В. 72°23′02,3″                           |
| 178.           | Могильник Тюбе III ран. жел. век, средневековье (разновременной)            | археология    | 6,2 км севернее с. Валиханово С. 52°59′14,7″, В. 72°23′04,1″                           |
| 179.           | Могильник Сауле I средневековье                                             | археология    | 0,7 км юго-восточнее с. Сауле С. 52°43′57,4″, В. 70°42′51,3″                           |
| 180.           | Могильник Сауле V ран. жел. век                                             | археология    | 2 км северо-западнее с. Сауле С. 52°45′47,2″, В. 70°41′58,2″                           |
| 181.           | Могильник Сауле VII ран. жел. век                                           | археология    | 1,2 км юго-восточнее с. Сауле С. 52°44′00,9″, В. 70°43′18,1″                           |
| 182.           | Могильник Сауле VIII ран. жел. век, средневековье                           | археология    | 3 км северо-западнее с. Сауле С. 52°46′17,2″, В. 70°41′40,2″                           |
| 183.           | Могильник Терек II средневековье                                            | археология    | в 8,6 км юго-западнее с. Валиханово С. 52°42′47,1″, В. 71°47′11,5″                     |
| 184.           | Могильник Терек III эпоха бронзы, средневековье (разновременной)            | археология    | в 8,5 км юго-западнее с. Валиханово С. 52°42′51,6″, В. 71°47′07,8″                     |
| 185.           | Местонахождение Казгородок эпоха неолита, эпоха бронзы (разновременной)     | археология    | 3 км южнее с. Ульги С. 52°51′49,9″, В. 70°42′59,1″                                     |
| 186.           | Грунтовый могильник Шокай II средневековье                                  | археология    | 44,1 км северо-восточнее с. Шошкалы С. 52°43′27,1″, В. 72°44′30,8″                     |
| 187.           | Местонахождение Атан эпоха неолита                                          | археология    | 9,4 км юго-западнее с. Енбек С. 52°44′39,5″, В. 71°21′57,1″                            |
| 188.           | Местонахождение Кожагельды-Алга IV эпоха неолита                            | археология    | 0,7 км юго-восточнее с. Алга С. 52°48′36,0″, В. 71°41′24,0″                            |
| 189.           | Местонахождение Кожагельды-Алга V эпоха неолита                             | археология    | 0,9 км юго-восточнее с. Алга С. 52°48′39,2″, В. 71°41′27,5″                            |
| 190.           | Поселение Сага XI ран. жел. век                                             | археология    | 18,1 км северо-восточнее с. Акбулак С. 52°56’36,3", В. 71°31’53,1"                     |
| 191.           | Поселение Атан II эпоха неолита                                             | археология    | 16,9 км юго-западнее с. Енбек С. 52°44′14,0″, В. 71°15′12,9″                           |
| 192.           | Поселение Атан III эпоха неолита                                            | археология    | 16,9 км юго-западнее с. Енбек С. 52°55’37,9", В. 71°28’43,9"                           |
| 193.           | Стоянка Сага III эпоха неолита                                              | археология    | 14,3 км северо-восточнее с. Акбулак С. 52°55’37,9", В. 71°28’43,9"                     |
| 194.           | Стоянка Кожагельды-Алга II эпоха неолита                                    | археология    | 740 м южнее с. Алга С. 52°48′34,7″, В. 71°41′09,4″                                     |
| 195.           | Стоянка Кожагельды-Алга III эпоха неолита                                   | археология    | 800 м восточнее с. Алга С. 52°49′00,2″, В. 71°41′59,0″                                 |
| 196.           | Стоянка Атан III эпоха неолита, эпоха бронзы (разновременной)               | археология    | 15 км юго-западнее с. Енбек С. 52°43′52,4″, В. 71°17′17,2″                             |
| 197.           | Стоянка Сага I эпоха неолита                                                | археология    | 20,1 км юго-восточнее с. Краснофлотское С. 53°00’56,6", В. 71°40’14,9"                 |
| 198.           | Стоянка Сага II эпоха неолита                                               | археология    | 19,8 км юго-восточнее с. Краснофлотское С. 53°00’18,7", В. 71°38’47,4"                 |
| 199.           | Стоянка Сага VII эпоха неолита                                              | археология    | 15 км юго-западнее озера Коксенгирсор С. 53°00’25,4", В. 71°38’54,7"                   |
| 200.           | Стоянка Таттымбет I эпоха неолита, эпоха бронзы (разновременной)            | археология    | 11,4 км юго-западнее с. Мамай С. 52°30′58,0″, В. 71°05′28,4″                           |
| 201.           | Стоянка Таттымбет II эпоха неолита                                          | археология    | 12,3 км юго-западнее с. Мамай С. 52°30′57,9″, В. 71°04′23,0″                           |
| 202.           | Стоянка Таттымбет III эпоха неолита                                         | археология    | 11 км юго-западнее с. Мамай С. 52°30′53,9″, В. 71°06′13,7″                             |
| 203.           | Стоянка Шокай эпоха палеолита                                               | археология    | 49,6 км северо-восточнее с. Аксу С. 52°43′21,8″, В. 72°49′39,7″                        |
| 204.           | Стоянка Шокай II эпоха неолита                                              | археология    | 50,2 км северо-восточнее с. Аксу С. 52°43′32,4″, В. 72°49′41,4″                        |
| 205.           | Стоянка Шокай IV эпоха неолита                                              | археология    | 50,3 км северо-восточнее с. Аксу С. 52°42′53,0″, В. 72°50′28,0″                        |
| 206.           | Могильник Жукей I эпоха бронзы, ран. жел. век (разновременной)              | археология    | 0,6 км северо-западнее с. Жукей С. 52°55′45,0″, В. 70°35′ 13,7″                        |
| 207.           | Могильник Жукей III эпоха бронзы                                            | археология    | 0,7 км юго-западнее с. Жукей С. 52°55′35,0″, В. 70°35′00,7″                            |
| 208.           | Курган Кенащи эпоха бронзы                                                  | археология    | 2,5 км восточнее с. Кенащи, С. 52°42′22,2″, В. 69°48′52,5″                             |

## Ерейментауский район
| Номер в списке | Название                                                                    | Вид памятника                    | Место нахождения                                                       |
| -------------- | --------------------------------------------------------------------------- | -------------------------------- | ---------------------------------------------------------------------- |
| 1.             | Курган Кызылту I ран. жел. век                                              | археология                       | 5 км к северу от с. Кызылту С. 51°54′15″, В. 72°35′38″                 |
| 2.             | Курган Кызылту IV ран. жел. век                                             | археология                       | 6 км к северу от с. Кызылту С. 51°54′26″, В. 72°35′50″                 |
| 3.             | Курган Усть-Кедей ран. жел. век                                             | археология                       | 3,6 км к северу с. Кызылту С. 51°53′48″, В. 72°35′40″                  |
| 4.             | Курган Усть-Кедей I ран. жел. век                                           | археология                       | 3 км к северу от с. Кызылту С. 51°53′34″, В. 72°35′38″                 |
| 5.             | Мазар Саккулака конец XIX века (1880 год)                                   | градостроительство и архитектура | г. Ерейментау, в 24-х км к северо-востоку от города                    |
| 6.             | Могильник Кызылту II ран. жел. век, позднее средневековье (разновременной)  | археология                       | 0,5 км юго-восточнее с. Кызылту С. 51°51′49″, В. 72°37′12″             |
| 7.             | Могильник Кызылту III ран. жел. век, позднее средневековье (разновременной) | археология                       | 4,3 км к северу от с. Кызылту С. 51°54′5,8″, В. 72°35′41″              |
| 8.             | Могильник Кызылту IV эпоха бронзы                                           | археология                       | 4 км к северу от с. Кызылту С. 51°54′4,8″, В. 72°35′35″                |
| 9.             | Могильник Нецветаевка II ран. жел. век                                      | археология                       | 10,5 км к юго-западу от с. Новомарковка С. 51°54′69″, В. 72°21′25″     |
| 10.            | Могильник Нецветаевка III ран. жел. век                                     | археология                       | 11 км к юго-западу от с. Новомарковка С. 51°53′45″, В. 72°20′49″       |
| 11.            | Могильник Нецветаевка IV ран. жел. век                                      | археология                       | 12,4 км к юго-западу от с. Новомарковка С. 51°53′21″, В. 72°19′57″     |
| 12.            | Могильник Нецветаевка V ран. жел. век                                       | археология                       | 15 км к юго-западу от с. Новомарковка С. 51°52′47″, В. 72°20′20″       |
| 13.            | Могильник Нецветаевка VI ран. жел. век                                      | археология                       | 16 км к юго-западу от с. Новомарковка С. 51°52′5,6″, В. 72°19′1,4″     |
| 14.            | Могильник Касаны ран. жел. век                                              | археология                       | 3,6 км к юго-западуот с. Бестогай С. 52°10′16″, В. 72°49′21″           |
| 15.            | Могильник Касаны I ран. жел. век                                            | археология                       | 2,5 км к юго-западу от с. Бестогай С. 52°10′19″, В. 72°49′21″          |
| 16.            | Могильник Таскора ран. жел. век                                             | археология                       | 2,5 км к юго — западу-западу от с. Бестогай С. 52°10′14″, В. 72°49′18″ |
| 17.            | Могильник Таскора I ран. жел. век                                           | археология                       | 2 км к юго-западу от с. Бестогай С. 52°10′21″, В. 72°49′30″            |
| 18.            | Могильник Таскора II ран. жел. век                                          | археология                       | 4 км к северо-западу от с. Бестогай С. 52°10′33″, В. 72°49′52″         |
| 19.            | Могильник Таскора III ран. жел. век                                         | археология                       | 1,5 км к северо-западу от с. Бестогай С. 52°8′3,23″, В. 72°49′59″      |
| 20.            | Могильник Акмырза III эпоха бронзы                                          | археология                       | 3 км к северу от с. Еркиншилик С. 51°34′6,2″, В. 72°31′42″             |
| 21.            | Могильник Жолбасшы ран. жел. век                                            | археология                       | 0,6 км северо-западне с. Жолбасшы С. 51°37′4,2″, В. 72°26′3,7″         |
| 22.            | Менгир Селетинский эпоха бронзы                                             | археология                       | В 12 км к юго-западу от с. Новомарковка С. 51°53′48″, В. 72°20′31″     |
| 23.            | Ограда Касаны II эпоха бронзы                                               | археология                       | 3 км к юго-западу от с. Новомарковка С. 52°10′16″, В. 72°49′20″        |
| 24.            | Поселение Нецветаевка эпоха бронзы                                          | археология                       | 10 км к юго-западу от с. Новомарковка С. 51°54′19″, В. 72°21′35″       |
| 25.            | Поселение Таскора ран. жел. век                                             | археология                       | 2 км к юго-западу от с. Бестогай С. 52°10′20″, В. 72°49′37″            |
| 26.            | Поселение Таскора I ран. жел. век                                           | археология                       | 1 км к северо-востоку от с. Бестогай С. 52°11′30″, В. 72°52′12″        |